# ガンダム開発計画
ガンダム開発計画（ガンダムかいはつけいかく、Gundam Development Project ）は、「ガンダムシリーズ」における架空の軍事計画。初出は、1991年から発売されたOVA『機動戦士ガンダム0083 STARDUST MEMORY』。
『機動戦士ガンダム』に登場する主役モビルスーツ（MS）であるガンダムのさらなる高性能化を目指し、宇宙世紀0080年代初頭における「最強のMS」を開発する計画であり、「ガンダム・プロジェクト」とも呼ばれる。
本記事では、計画によって開発された機体、および外伝作品などに登場するバリエーション機についても解説する。

## 設定の経緯
『0083』では第1話から試作1号機および2号機という2機の「ガンダム」が登場するが、監督を担当した今西隆志によれば、当初から同作品でのガンダムは試作3号機まで存在する設定だったという（ただし、試作3号機がどのような機体か決定したのは、かなり後になってのこと）。新世代のガンダムに必要な要素を1機に全部もたせるわけにはいかず、それぞれ運用方法の異なる3機のガンダムが揃えば究極のガンダムを見せられるようになる、というのが理由である。当初から「次期主力MS開発のために試作された数機のガンダム・タイプ」という設定はあったものの、「ガンダム開発計画」という名称自体は試作3号機が初登場した第11話のナカッハ・ナカト少佐により初めて語られている。

## 設定概要
一年戦争終結後、地球連邦軍首脳部は「MS」という兵器自体の検証をおこなう。一年戦争においてMSは宇宙時代の主力兵器としての地位を確立し、今後の戦略にMSを組み入れることは必須となる。しかし、ジオン公国軍から接収した資料や施設から、連邦軍に10年は先んじていると言われるほどのMS開発の技術格差が明らかとなる。連邦軍は、旧公国軍製MSのアグレッサー機としての運用などを通し、公国軍の技術の吸収を始める。そして、技術格差の是正におおよその目処が立った頃、MSのさらなる高性能化を目指して立案されたのが本計画である。
高性能MSを積極的に戦略に組み込むことを要諦とし、宇宙世紀0081年10月13日に連邦議会で可決された「連邦軍再建計画」の一環として採択され、20日にアナハイム・エレクトロニクス（以下、AE社）に発注・委託される。これは、当時の連邦軍が独自に新型MSを開発する余力を有していないこともあるが、おもに連邦内部での部署の整理が立ち遅れ、開発体制が整っていないことによる。AE社は戦後、公国最大の軍事メーカーであるジオニック社を吸収合併しており、さらに発注に先立つ0081年4月にグループ企業の「AE機動機器」を大幅改組し、10月には各グループ企業に協力を仰いでMS開発局を設立している。それに加え、連邦軍では軍事機密であるニュータイプ（NT）関連技術などの開発に限定したいという思惑もあったほか、本計画の管理責任者となるジョン・コーウェン中将は、軍事支出を圧縮しつつ必要な兵器開発を推進するには、外部委託の道しか残されていないと訴えている。
新たに発足したAE社のMS開発局は、0078年から同社でMSの基礎研究をおこなっている先進開発事業部、通称「クラブ・ワークス」と、旧ジオニック社のMS開発者からなる第2研究事業部の2つを中心とする。AE社は、本計画専用に月のフォン・ブラウン市に準備した研究所と工場を、組織上は「アナハイム・エンターテインメント」の管理下に置き、表向きは地球環境を再現した自然体験型パーク「アナハイム・ガーデン（仮称）」の研究施設として整備を進めている。そのため、開発機体には自然と植物にちなんだコード・ネームが付与されることとなる。
本計画で開発される機体の型式番号は、ガンダムをあらわす "RX-78"（新規設計機でありながら、特例的に引き継がれる）に続いて「ガンダム・プロジェクト」の略である "GP" 、そして何号機かをあらわす2桁の数字で記述される。このため、本計画で製造された一連の試作機群は「GPシリーズ」とも呼ばれる。
GPシリーズは、設計に第2世代MSの特徴である可動内骨格を採用した初のMSとされる。AE社側の提案により、複数の異なる試作機に対して共通のフレームを用いる設計案が承認されており、GPシリーズすべてに（全面的あるいは部分的に）採用されている。この共通フレームは「フレームと装甲の分離」を目指したもので、のちのムーバブル・フレームの始祖となる技術であったとされる。
本計画の一環として強襲揚陸艦の開発も並行しておこなわれることとなり、ペガサス級強襲揚陸艦「アルビオン」が建造されている。
0083年1月には公国軍残党の一派であるデラーズ・フリートに察知され、AE社内へ工作員が潜入している。その結果、試作2号機を搭載核弾頭ごと強奪される事態を招き、デラーズ紛争が勃発することとなる。観艦式において試作2号機による核攻撃が実施されるに至り（詳細は後述）、責任を問われる形で本計画の管轄はコーウェン中将から軍本部へ移行され（統括はジーン・コリニー大将）、一時中断となる。しかし、結果的には同紛争において3機（ガーベラ・テトラを含めると4機）のGPシリーズが実戦参加している。
デラーズ紛争終結後の0084年3月10日、機密書類の発効を経てGPシリーズは登録を抹消されたうえ、関連するあらゆる書面・資料・部品など痕跡を残すものもすべて破棄され、研究成果や技術そのものも封印される。また、AE社が連邦軍が指定する機密を漏洩した場合や、その技術を使用したMSなどを連邦軍に先行して公にした場合には、多額の違約金が徴収されることとなる。AE社としても、一部の役員がデラーズ・フリートとの裏取引で試作4号機を譲渡していた事情もあり、公にはできなかった。ただし、それまでに計上されている予算に見合った成果の必要性から、ムーバブル・フレームや全天周囲モニターなどといった一年戦争末期に提案されていた技術の確立などは公開されており、武装関連の技術も月企業連合体をはじめとする経済界によるロビー活動により、特に機密度の高いもの以外は規制されていない。同年の防衛白書に本計画の記述は一切なく、記録自体が計画立案時までさかのぼって抹消されている（秘密の計画であるため、記載されていないとする見方もある。また、予算上MS開発であることが秘匿され、別名目で計上されていたためであるともいわれる）。また、本計画に割り当てられていた未消化分の予算は、ティターンズの設立準備資金およびコロニー落着事故への対応費用として計上されている。
0099年11月にはAE社が本計画に関する資料の一部を公開し、それまで謎とされていた第1世代MSと第2世代MSをつなぐミッシングリンクとして注目を集める。

## ガンダム試作0号機（ブロッサム）

### デザイン（ブロッサム）
模型雑誌『電撃ホビーマガジン』2002年6月号の企画「GUNDAM SECRET WEAPONS PHANTOM BULLETS」（協力：サンライズ）に登場。メカニックデザインはAs'まりあが担当。

### 設定解説（ブロッサム）
AE社が「ガンダム開発計画」を進めるに当たり、考えうる限りの要素を導入したトライアル機として開発した機体。連邦軍からの要望を最大限盛り込んだ仕様とされるが、連邦軍からの裁定を待たずに共通フレームのトライアルも兼ねて独自に建造を進めていたとも言われる。コードネームの「ブロッサム」は「花」や「開花」の意であるが、本機を開発したクラブ・ワークス内の共通フレーム開発班「チーム・ブロッサム」の名称からとられた。開発初期には「ダブルナッツ」とも呼ばれていた。
RX-78ガンダムは「万能」な汎用多目的MSとして開発されている。これに対し、一年戦争期の多様なMSのデータをもとに「MSの万能性」を再検討した結果、オプションによって機体の機能を特化させる「汎用多用途」というコンセプトが得られ、本計画の認可の時点で基準コンセプトとして決定する。これを実現させるため、クラブ・ワークスはコア・ブロック・システムを復活させ、異なるタイプのコア・ファイターを換装することでMSの機能を特化させるという方針を打ち出し（従来の生残性を確保するという目的もある）、これに基づいて最初に設計されたのが本機である。
本機では高機動化が求められ、コア・ブースターとMSの合体を可能とするとともに肩部や腰部、脚部に補助推進機が追加されている。塗装は白・青・黒を基調に一部が黄色で塗り分けられており、コクピット・ハッチにはエメラルド・グリーンが配されている。
武装・装備
長射程ビーム・ライフル
背部に位置するドラム式フレームには、武器マウント・アームを介して様々な装備がマウント可能となっている。本武装もそのひとつであり、実戦参加時は右側にマウントされている。当時のMSが装備する火器としては最大のものであり、その威力も強力であるが、エネルギーCAPシステムが確立する以前のものであり、一斉射後のエネルギー・チャージに長時間を要する。グリップは上部に配置される。
MPIWS
名称は「ミノフスキー粒子干渉波検索装置 (Minovsky-Particle Interference-Wave Seacher)」の略で、円形であり単に「レドーム」とも呼ばれる。ドラム式フレーム用の装備のひとつで、実戦参加時には左側に装着される。大型高性能センサーとして高々度から月面の残骸を捕捉する性能をもつが、不調となることが多く信頼性は低い。
ビーム・サーベル
肩口に、初代ガンダムとは異なり前方へ向けて水平に装備されている。コア・ファイター時にはビーム砲となる試作型。
頭部バルカン砲
連邦系MSの標準装備。こめかみに当たる部分ではなく、側面のインテーク部に配置されている。
劇中での活躍
宇宙世紀0082年12月に、完成したばかりの本機が連邦軍の要請を受け、月面でザメル砲による長距離狙撃テロをおこなう公国軍残党の哨戒任務に急遽駆り出され、調整もそこそこに出撃する。連邦軍のジャック・ベアード中尉がパイロットを務め、僚機のジム・コマンド2機とともに残党部隊を沈黙させるものの、ムサイ級巡洋艦の残骸の下敷きとなり、埋もれてしまう（大破したともいわれるが、ジャックは生還している）。実戦データを回収して分析した結果、いたずらに多機能化を求めることはパイロットに負担をかけるため、単一機能を追求すべきとの結論に達し、試作1号機から4号機までが開発されることとなる。
漫画『機動戦士ガンダム 0083 REBELLION』では、クレナ・ハクセルが開発主任を務めており、上記と異なりニナ・パープルトンによる問題点の指摘で開発設計自体がお蔵入りになっている。ただし、一部装備は製作されており、月での改修が完了した試作1号機 フルバーニアンが暗礁宙域でのアルビオンとシーマ艦隊の戦闘へ急行する際、ブースター・ベッドにドラム式フレームを装着して長射程ビーム・ライフルとMPIWSを装備し、ムサイ級1隻を撃沈する。パイロットのコウ・ウラキ少尉によれば、MPIWSの測量と照準のバランスが悪いとされる。

#### コア・ブースターII
試作0号機用のコア・ファイターで、「汎用多用途」の一環として考案されたバリエーションのひとつ（型式番号：FF-X(7)II-Bst）。
これまでMSとのドッキングは不可能だったが、その機動力に着目した技術者によってドッキングが可能なように設計されている。機体中央にドラム式フレーム（ドラム・フレーム）が配置され、長射程ビーム・ライフルとMPIWSを装備した状態でも飛行可能。AE社はコア・ファイターを開発したハービック社を吸収合併し、「AEハービック」として自社の航空機部門に加えていたうえ、かつてV作戦に関わっていたオリジナルスタッフをクラブ・ワークスに出向させていた。そのため、短期間のうちに高度なコア・ブロックを構築し得たとされている。
完成と同時に試作0号機に搭載されて機動実験に臨むが、この時点でのコア・ブロック・システムの完成度は高くなかったといわれており、機体制御が困難であることが判明して廃案となっている。

## ガンダム試作1号機（ゼフィランサス）

### デザイン（ゼフィランサス）
デザインは河森正治が担当（クレジットは「メカニカルスタイリング」。詳細は機動戦士ガンダム0083 STARDUST MEMORY（メカニック関連）を参照）。基本的にもとの「ガンダム」からあまり離れないようにとのオーダーがあり、いくつか提案したラフのうちもっともガンダムに近いものが選ばれたという。唯一自らがデザインしたと言えるのは、コア・ファイターのエンジンをMSでも活かすということで、これは馬力の高い航空機のエンジンを「収納」してしまうのはもったいないと考えていたからである。OVA制作発表当初の雑誌では「Nガンダム」と表記されることもあった。
コクピット周辺や武装などのデザインはカトキハジメが担当（フルバーニアンも同様）。コア・ファイターIIの変形・合体機構は、河森によるデザインラフが存在したものの制作当時は公開されなかった。のちに試作1号機が「マスターグレード」でプラモデル化される際に、カトキによりコア・ブロック・システムの詳細な検証・デザインが行われた。

### 設定解説（ゼフィランサス）
初代ガンダムの純粋な発展型。コード・ネームの「ゼフィランサス」はヒガンバナ科のタマスダレの学名で、花言葉は「清い愛、期待」。開発はクラブ・ワークスが担当。
次期主力MS開発のための汎用試作型MSであり、GPシリーズの中でもっとも「量産型」が意識されている。汎用人型兵器の思想を追求して、バランサーやセンサーをブラッシュ・アップまたは設計変更し、より人間に近い運動・可動が可能なように設計されている（この思想はのちにムーバブル・フレームとして昇華される）。実験機であるため、センサー類などが増設され、機体各所にむき出しで仮設されている部分もある。性能は初代ガンダムより3割近く向上するが、環境適応能力は若干落ちており、コア・ファイターの換装でおぎなっている。塗装は初代ガンダム（2号機）と同様に白・青・赤のトリコロールを基調とし、塗り分けもほぼ準じている。
宇宙世紀0083年9月8日に完成するが、制式なロールアウトは29日までずれ込んでいる。10月7日、アルビオンに試作2号機とともに搭載され、システム・エンジニアのニナ・パープルトンらAE社のスタッフも同行してフォン・ブラウンを出港、ジャブローで最終調整を受け、13日に評価試験場であるトリントン基地に到着する。
当初、GPシリーズのテストはAE社が独自に実施し、充分な調整ののちに連邦軍に譲渡される予定であり、パイロットも元連邦軍大尉でAE社のMS開発部門設立当初からテスト・パイロットを務めるニール・クレッチマンが予定される。しかし0083年9月9日、北米オークリー基地で搭乗していたテスト機（本機と同型のジェネレーターを搭載したジム・タイプ）が原因不明の事故により大破、死亡する。事故には不審な点が多いともいわれるが、連邦軍の調査チーム（コーウェン派ではない）は「ヒューマン・エラー」を主張し、本機を含む今後のテストはすべて連邦軍のパイロットによっておこなうことを通達している。
機体構造
胴体部に関してはコア・ファイターIIを参照。
頭部
GPシリーズの要求仕様のひとつとして、ガンダムの頭部意匠を踏襲することが設けられている。デュアル・カメラは初代ガンダムのものをブラッシュアップした光学端末で、視差による計測が可能なモードも備わっている。コア・ファイターに搭載されるメイン・コンピューターのコ・プロセッサー・フレームの搭載も踏襲している。前頭部のV字アンテナは送受信の出力強化のため大型化。さらに、モニタリング用のアンテナなどの装備が多数増設されている。
腕部
胴体部にコア・ブロックを内装するため、肩部の可動部品やアクチュエーターのほとんどを腕部に集中して収納している。このため、可動部品の体積当たりのトルクを向上させ、アクチュエーターの小型化を実現している。このアクチュエーターはジオニック社の吸収合併によりジオン系の技術を応用して実現したものであり、四肢そのものが独立可動する新たな運動性能と技術体系を生み出し、ムーバブル・フレームに発展する。
脚部
肩関節と同様に、股間部も新設計の高トルク・アクチュエーターが脚部に集中して内装されている。これにより、構造が複雑で頻繁にメインテナンスが必要であった股関節自体の設計が変更されている。その検証のため構造検査などが容易なように、関節部分の露出が多い。
膝部の空隙はオプション・ラッチになっており、テスト運用中は各種測定機器が搭載されているが、架装式オプションのサブ・ジェネレーターの搭載も可能で、グレネード・ミサイルやナイフ状の近接格闘兵装などを格納する案もあったという。
武装
60ミリバルカン砲
型式番号：TOTO KANINNGHAM・ASG81-B8S
トト・カニンガム社製。銃身が従来の頭部ユニット一体式から、後頭部よりU字に挟み込む形に変更され、メンテナンス性や装弾性のほか、射程や精度も格段に向上している。装弾数は60発。
他種の装備への変更も容易であることから、AE社はプレゼンテーション用兵装として、小口径高初速の次世代型実体弾発射兵器、携行武装の照準強化装置であるレーザー・レンジ・ファインダー、偵察装備ポッドなどを独自に製造している。
ビーム・サーベル
型式番号：A.E.BLASH・XB-G-06/Du.02
AEブラッシュ社製。バックパックに2基装備。出力は0.49メガワット。小型化したビーム・ライフルの駆動部が組み込まれており、コア・ファイター時はビーム・ガンとして使用可能だが、その威力は威嚇や撹乱以外に実効性はなく、実戦ではほとんど使い物にならないと言われている。
ビーム・ライフル
型式番号：ボウワ・XBR-M-82A / BAUVA・XBR-M-82-05H
第4話から使用。ボウワ社製。RX-78-2使用のものと同様に可動式の丸型センサーやフォアグリップを備えた上で初めてEパック方式を採用しており（公的記録では0086年に開発されたガンダムMk-II用のM86系統が最初となっている）、本体に対するエネルギー負担が軽減され、次世代機にもコンセプトが受け継がれる。Eパックは第1世代に分類され、「アナハイム・タイプ」と呼ばれる。出力は1.5メガワット、1パック当たりの装弾数は20発と12発の2説がある。GPシリーズ以外は出力不足で使用不能となる。ガンキャノン用ライフルの後継機として開発されており、射程は目を見張るものがある。最大の特徴は銃身下部に小型ビーム・サーベル「ジュッテ」が装備されていることで、ライフルを携行したまま敵の近接兵器を緊急防御可能となっている。スコープの制御センサーにより命中精度も向上しており、光学式スコープでないためデュアル・カメラで覗き込む必要はない。
90ミリマシンガン
型式番号：HWF-GMG・MG79-90mm
ジム改などが携行する、当時の連邦軍の標準兵装。第2話の試作2号機追撃の際、トリントン基地にあった本兵装を携行している。第3話の、ベルナルド・モンシアのジム・カスタムとの模擬戦の際にもペイント弾を装填して使用する。
シールド
型式番号：RX・Vsh-023F/S-04712
携行や移送時の配慮として、全長を短縮できる設計となっており、未使用時の慣性モーメントを軽減できるらしいとされる。表面には耐ビーム・コーティングがほどこされ、2, 3回のビームの直撃も防御できるといわれる。
劇中での活躍
トリントン基地に到着した本機と試作2号機は、同基地の人員からテスト・パイロットを選抜するとともに、評価試験がおこなわれる予定であったが、到着したその夜に2号機がデラーズ・フリートに強奪されたため、その場に居合わせた同基地所属のコウ・ウラキ少尉が本機に搭乗するも、強奪は阻止できずに終わる。コウはそのまま本機のパイロットに任命され、2号機追撃の任に就く。ふたたびアルビオンに搭載され、アフリカから宇宙へ上がるが、10月31日に地上用装備のままシーマ・ガラハウ中佐のゲルググMと交戦し中破する。
漫画『0083 REBELLION』では、0082年12月31日に試作2号機とともにAE社の工場で建造中の姿が描かれている。

#### コア・ファイターII
試作1号機用のコア・ファイター。初代コア・ファイターを開発・製造したハービック社は吸収合併されて「AEハービック」となっており、同社の開発スタッフが本機の開発にも携わっている。
GPシリーズのコア・ブロック・システムは、初代ガンダムにおいて問題となっていた腹部の脆弱な構造をおぎなうため、従来のバーティカル（垂直）・イン・ザ・ボディ方式から、試験的にホリゾンタル（水平）・イン・ザ・ボディ方式を採用している。基本的に空中換装は想定されておらず、換装作業中はBパーツ（下半身）の固定が運用条件とされたため、航空機形態時の飛行ベクトルとMS形態時の機動軸を一致させる必要がなくなり、機体レイアウトは大幅に変更されている。
MS形態時はキャノピーのコクピット・ハッチの真下に位置するため耐弾性が倍加し、インテークとメイン・ジェネレーター・ブロックは胸部に収納され、エンジン・ブロックが背部に露出することで全長が延長されている。このため、機体に十分な機能と装備を盛り込むことが可能となり、メイン・エンジンはMS形態時のメイン・スラスターとして流用可能なほどの推力を獲得し、エンジン・ブロックはバーニア・ブロックとして機能する。これは、コア・ブロック・システムの再検証により、初代ガンダムでは機体に収納されてデッド・ウェイトとなってしまうスラスターなどを有効利用するという発想から生まれたものである。各種操縦・管制機器もほとんどがコア・ファイターに搭載されている。
エンジンは熱核ジェット / ロケットのハイブリッド。開発時には、コア・ブロック・システムによる剛性の低下と機体重量の増加が機体システム全体に悪影響をおよぼすが、新米エンジニアのニナ・パープルトンの手腕によって解消されている。また、初代コア・ファイター同様、教育型コンピューターが搭載されている。
戦闘機としても非常に優秀であり、一年戦争で消耗した連邦軍の航空戦力の補充用に、純粋な戦闘機として配備する計画もあったという。実際にトリントン基地で予備機が航空機として試験運用される予定であったが、本計画の秘匿によって頓挫し、予備機を含め数機の生産に終わる。主翼に前進翼を採用しているため、翼端失速が発生せず、超音速領域での機動性にも優れる。ダイバージェンスの問題もルナ・チタニウムなどをはじめとする堅牢かつ軽量な材料や、スラスターの援用による予防などによって解消されており、安定した飛行が可能である。主兵装のビーム・ガンは機体下面に配置されるが、空力的に大きな抵抗を生じ、基部が破損して脱落するケースもあるため、超高速飛行時には先端を後方に向ける。翼下の各2箇所のハードポイントには空対空ミサイルなどのオプション兵装を懸架可能。また、各部インテークはステルス仕様となっている。なお、コクピット上方にキャノピーがないのは、MS形態時のメイン・モニターが内蔵されているからである。
なお、本機の型式番号は制式には "FF-X7II" であるが、連邦軍に正規に納入された機体ではないため、"FF-XII" が一般的とされる。また、"FF-X8" とする資料もある。
劇中での活躍
第4話のアフリカ大陸で、コウが1機しかない予備機に搭乗し、何度か哨戒飛行をおこなっている。その後、公国軍残党のスパイであることが発覚したAE社の技術員ニック・オービルが同機に搭乗して逃亡、しかしアルビオンは敵基地の所在を突き止める足掛かりとして利用しようとする。最後は、基地の察知をおそれる味方のザクII F2型に撃墜される。
漫画『機動戦士ガンダム0083 星屑の英雄』では、オービル機は基地の所在を悟られないよう、別の地点に誘導される。また、キンバライド基地から打ち上げられたHLVを追撃するため、コウが試作1号機のA・Bパーツを強制排除してコア・ファイターとなる。しかし、ビーム・ガンの攻撃では損傷を与えられずに終わる。なお、その際本機は成層圏まで上昇している。
漫画『0083 REBELLION』では、オービルは逃亡前に連邦軍情報部に拘束される。予備機はキンバライド基地攻略戦の増援としてディック・アレン中尉が搭乗、アルビオンを狙うアッザム・リペアのメガ粒子砲に体当たりする。また、宇宙空間でも使用されており、搬出中に敵の襲撃を受けた試作3号機に移乗するためコウが搭乗、コクピットを離れた直後に撃墜される。

#### バリエーション（ゼフィランサス）
フルアーマー・ゼフィランサス
書籍『マスターアーカイブ RX-78GP01 ゼフィランサス』に掲載（型式番号：RX-78GP01Fa）。
試作1号機にFSWS構想の進化型とも言える外装一式を追加することで、高い防御性を付加する構想。脚部のホバー移動用エンジン・ユニットなど一部のシステムが独立したオプションとして別途試験がおこなわれ、のちに実用化に至るものの、全体としてのフルアーマー構想は本計画が途中で破棄されたこともあり実現していない。外観上は基本的にフルアーマーガンダムを踏襲しており、武装も右前腕に2連装ビーム・ライフル、右肩にロケット砲（いずれも正式な名称は不明）を装備する。
チョバム・アーマー装備
夏元雅人の漫画版『機動戦士ガンダム0083 REBELLION』に登場。同作品はアニメ版とは展開が異なり、本装備もアニメ版には登場しない。
核攻撃をおこなう試作2号機の護衛を担うために増加装甲を装着した姿。耐核仕様のチョバム・アーマーはガンダムNT-1のデータが用いられており、さらに頭部モニター類の防護のための専用防護装甲が追加されている。増加装甲はすべて白く塗装されている。この装備でトリントン基地に搬入されるが、地上ではデッド・ウェイトとなるため、トリントン基地防衛後に強制排除される。
アクア装備
漫画『0083 REBELLION』に登場。アニメ版には登場しない。ゲーム『機動戦士ガンダムオンライン』および『機動戦士ガンダム バトルオペレーション2』にも登場。
水中型ガンダムのデータをフィードバックして用意された水中戦仕様の装備。両肩と両脹脛にアクア・ジムと同型のパーツを、バックパックには専用のユニットを装備する。武装もアクア・ジムのミサイル・ランチャーと同型のものを携行する。『オンライン』ではハープーン・ガンも装備。本機の運動性の高さも相まって十分な性能を発揮する。アフリカに向かう公国軍残党のユーコン級 "U-801" を撃沈する。
GアーマーII
漫画『0083 REBELLION』に登場。アニメ版には登場しない。
空戦用として、サポートメカのGファイターIIが試作1号機を内部に収容した状態。上記のアクア装備でも収容可能。
試作1号機は汎用MSとしてのアップデートが基本コンセプトであるため、これら任務に応じた追加装備も柔軟に開発されている。1G環境下での実戦テストは万全の体制で挑んでいるが、デラーズ・フリートの奇襲によりすべて実戦で運用されることとなる。

### ガンダム試作1号機 フルバーニアン
試作1号機の宇宙仕様で、コード・ネームは「ゼフィランサス・フルバーニアン」。「フルバーニアン」という呼称は、バーニアの増設による機動性の向上に主眼を置いていることによる
試作1号機も、先述の「汎用多用途」というコンセプトが主眼に置かれているが、MSが稼働する領域は基本的に地上と宇宙空間しかないとして、それぞれの領域で最高の性能を発揮できるように調整されている。そのため、主機のコア・ファイターの換装だけで宇宙空間においても完璧に近い形で適応可能となっている（ただし、機体のアライメント調整やメンテナンスは必要）。さらに、脚部のプロペラント・タンクなどの追加装備により、作戦行動時間が延長される。これら換装用のユニットは試作1号機とともにロールアウトしているが、1号機が大きく損壊したため、逆に地上での実働データのフィードバックや、ロールアウトから当時までの期間に提案されたアイデアなども盛り込むことが可能となり、「フルバーニアン」は当初の設計案からかけ離れた機体として完成する。制式なものではないが、型式番号が変更されているのもそのためである。
11月2日にAE社フォン・ブラウン工場に搬入され、4日には早くもトライアルを開始しているが、これは軍の強い督促のほか、必要なパーツがすでに完成していたことによる。ただし、作業に関わるスタッフはかなりの負担を強いられたといわれる。塗り分けも変更されており、肩が青に・コクピット周辺など、のちのΖガンダムに近い印象となっている。
なお、本機の宇宙用装備をジム・カスタムにほどこしたジム・カスタム高機動型も数機が試験運用されている。
機体構造（変更箇所）
胴体部
胸部は、地上用ではコア・ファイターのインテークが露出しているが、同部位がリバース・スラスターに変更されたため、それに準じて開閉式のカバーが設置され、緊急時には展開してスラスターが露出する。また、腰部スカート・アーマーが大型のものに換装されている。
腕部
両肩の「ショルダー・バーニア・ポッド」は、設計当初からの宇宙用装備のひとつであり、無重力空間での機動性を飛躍的に向上させる。各バーニアは通常は収納されており、使用時に展開する。ショルダー・ジョイントの中間に設置される可動アーマーは、耐弾性向上のため改装時に追加されたものである。
脚部
基本フレームは予備のものがほぼそのまま使用され、ほとんど当初の改装案に準じた改造がおこなわれているが、プロペラント・タンクとスラスターを増設したその形状は極端に異なり、地上用とのデザイン上の最大の差異となっている。さらに、ソール部にも当時の標準的な艦艇の規格範囲内ぎりぎりのサイズでプロペラント・タンクが装備される。これらの構造は、「脚」や「腕」としての機能に支障がなければ何を内装しても構わないという発想を生み、のちにジェネレーターを脚部に搭載するΖガンダムなどの誕生と結び付く。
バックパック
コア・ファイターのドッキング時の弊害となっているバックパックのカバー（コア・ブロック・カバー）を撤廃。これにより、コア・ファイターの後部（MSのメイン・スラスター・ユニット）を可動させることが可能となり、ユニバーサル・ブースト・ポッド（後述）と併用して方向転換や機体制御に用いられ、当初の設計案に数倍する機動性を確保している。
武装
頭部60ミリバルカン砲は原型機からそのまま引き継がれている。
ビーム・サーベル
型式番号：A.E.BLASH・XB-G-07/Du.05
改良型で、ジェネレーター出力の向上によりMS形態時にもビーム・ガンとして使用可能になっている。ホルダー部の改造により、射角も変更可能。
ビーム・ライフル
型式番号：XBR・BOWA M-82-06A
改装の際に内部デバイスが改良され、性能が若干向上している。
新型試作ビーム・ライフル
型式番号：ブラッシュ・XBR-L-83d
CDシネマ『機動戦士ガンダム0083 ルンガ沖砲撃戦』に登場。外観はムック『機動戦士ガンダム0083 MS WARS』に佐野浩敏によるイラストが掲載されたのが初出。
「ロング・レンジ・ビーム・ライフル」あるいは「ロング・ライフル」などとも呼ばれる。ブラッシュ社製で、出力は4.5メガワットと2.2メガワットの2説がある。威力は大きいものの、MSのジェネレーターから内蔵のコンデンサーにチャージさせるタイプであるため発射間隔が大きくなるのが欠点。別の新型機（試作3号機といわれる）のために開発されるが、試作1号機との互換性検証のため11月5日に試射がおこなわれる。マッチングに不具合が生じ照準精度が非常に不安定なため、アルビオンの主砲からスタビライザーを移される。急襲してきたチベ級重巡洋艦に向かって1射するも撃沈には至らず、さらにエネルギー・ジャムにより発射不可能となる。なお、チベ級はアルビオンの主砲によって撃沈される。
漫画『0083 REBELLION』では、戦闘で破損したGファイターIIのビーム・キャノンに替わって、試作1号機用ビーム・ライフルとともに砲塔に装備される。メカニックのモーラ・バシット中尉によれば、本体のジェネレーターから内蔵コンデンサーにチャージするタイプとされ、（フルバーニアンではない）試作1号機では出力不足でまともに1発すら撃てないという。その後GファイターIIは従来のビーム・キャノンに換装され、本武装はフルバーニアンが試作4号機との模擬戦と、続くヴァル・ヴァロとの戦闘で使用する。
アニメ『ガンダムビルドファイターズ』では、マラサイ（のガンプラ）用のハイパー・メガ・ランチャーとして登場。仮想空間で主役ガンプラのビルドストライクガンダムの強化ビーム・ライフルと撃ち合うが、出力差で押し負けてマラサイごと撃破される。
シールド
型式番号：RX・Vsh-023F/S-04718
表裏に耐ビーム・コーティングがほどこされている。この技術は一年戦争末期にジオニック社で実用化されており、本計画でも標準装備として導入されている。それ以外に変更点はない。
劇中での活躍
11月4日にAE社のリバモア実験場でトライアル後、同日にアルビオンは出港するが、その際にフォン・ブラウンに秘匿されていたケリィ・レズナーのヴァル・ヴァロが出現。ケリィは「ガンダム」との一騎討ちを要求、それに応えるようにコウが搭乗する本機が出撃する。プラズマ・リーダーの攻撃を受けるが、コクピットの核爆発時の電磁パルス防護機能と、チャック・キース少尉のジム・キャノンIIの援護により致命傷には至っていない。その後クロー・アームで捕獲されるが、Bパーツを切り離して上半身のみでビーム・サーベルを突き刺し撃破する。8日から索敵攻撃部隊に従事、コウは戦時特例で中尉に昇進する。10日にコンペイトウ沖で観艦式襲撃後の試作2号機と交戦、相討ちとなり爆砕するが、コウは生還している。このとき、UBPの損傷により脱出システムが機能せず、自力での脱出を余儀なくされている。
漫画『機動戦士ガンダム0083 星屑の英雄』では、大破した機体は2号機とともに回収されている。
アニメ『機動武闘伝Gガンダム』では、終盤に世界中から集結したガンダム達で構成された「ガンダム連合」の中に一瞬だけ登場する。

#### コア・ファイターII-Fb
宇宙仕様のコア・ファイターII。
大気圏内用の主翼類はオミットされ、プロペラント・タンクと一体の「ユニバーサル・ブースト・ポッド」（「バーニア・ポッド」や「ブースター・ポッド」とも呼ばれる）1対に変更されている。エンジン・ブロックとの接続には、当時まだ実用段階になかったムーバブル・フレームを採用してフレキシブルな可動を実現し、試作1号機はピッチング、ローリング、急制動など従来のMSでは困難な機動を容易なものとし、空間戦闘に特化した性能が与えられている。なお、これは当初から宇宙用装備に織り込み済みのものである。
最大の変更点は機体前後部のジョイントで、エンジン・ブロックがフレキシブルに可動するように変更されている。また、コア・ブロック・カバーの撤廃により、エンジン・ブロックはカバー装着時と同程度の強度が確保されている。ビーム・ガン兼ビーム・サーベルのホルダーは機体前部に移設され、両形態時により理想的なポジションをとることが可能となっている。ほかに、エンジンを熱核ロケットへ変更、リバース・スラスターの追加など、機首ブロック以外はほとんど新造されたと言っても過言ではない。
劇中での活躍
フルバーニアンには機体番号 "005" が搭載されている。フルバーニアン喪失後も予備機 "008"はアルビオンの左舷デッキに搭載されており、最終話でニナ・パープルトンが無断で搭乗し発進、地球へ落下しようとするスペース・コロニー「アイランド・イーズ」に向かうが、そのじゃじゃ馬ぶりにニナは悲鳴をあげる。その後コロニー付近で中破して漂流しているが、ニナは無事にコロニー内部に進入している。コロニーの軌道修正と核パルス・エンジンの点火を済ませたアナベル・ガトーがノイエ・ジールでコロニーを離れる際、本機の機首ブロックのみを掴み、気絶させたニナを乗せ、カリウス・オットー軍曹のリック・ドムIIに託す。

#### バリエーション（フルバーニアン）
ガンダム試作1号機試案 (PROTO-TYPE1)
『アナハイム・ジャーナル』に掲載されたイラストをもとに、『電撃ホビーマガジン』2004年3月号の同書とのコラボレーション企画で立体化された。明確に全身を描いたイラストは存在しないため、イメージ・モデル的なものとして製作されている。
スラスターがバックパックに4発、ユニバーサル・ブースト・ポッドおよび脚部に各3発ずつ、リバース・スラスターが計8発とフルバーニアンよりかなり多い。ここから、本機は加速性能の限界を確認するための実験機であり、得られたデータをもとに有人機としてパイロットが耐えうるレベルまで調整がほどこされたのがフルバーニアンではないかと推測されている。塗装は白とオレンジ・イエローを基調とする（ほかのGPシリーズ試案も同様）。
ガンダム試作1号機（ティターンズ仕様）
アーケードゲーム『ガンダムトライエイジ』のBUILD MS第2弾として登場。もしガンダム開発計画が継続され、予定通りに進んでいたら、GP01シリーズはそのままティターンズで使用されていたのではないか、というif設定の機体。濃紺のティターンズ・カラーに塗装され、シールドにはティターンズのエンブレムが描かれている。
重装フルアーマー・バーニアン (GP01HFAb)
漫画『機動戦士ガンダム0083 REBELLION』に登場（型式番号：HFA-78GP01Fb）。アニメ版には登場しない。命名はモーラによる。
フルバーニアンにガンダム7号機のセカンド・アーマーのパーツを再調整して装着した状態。デラーズ・フリート対策としてコーウェン中将からの補給物資としてコウのもとに届けられる。一時期は保留パーツとして仕舞われるが、観艦式襲撃に対抗するため取り付けられる。ガンダム7号機のものと一部仕様が異なり、両肩に「隠し腕」のように先端がビーム・サーベルになったサブ・アームを追加、肩部装甲に5連装ミサイル・ランチャーを内蔵、両脚に7連装、背部に8連装（2基）のミサイル・ランチャーも追加されている。
デラーズ・フリートの観艦式襲撃阻止のためアルビオン内で急遽装着され、サウス・バニング大尉のジム・カスタムを曳航してガトーの潜伏する宙域へ急行、立ちはだかるケリィ・レズナーのヴァル・ヴァロ（フルミッション・モード）と激闘の末勝利する。直後にセカンド・アーマーはパージされている。

## ガンダム試作2号機（サイサリス）

### デザイン（サイサリス）
試作1号機と同時に河森がデザインを担当。「ジオン側のガンダム」という明確なコンセプトがあり、モノアイのあるザク顔のガンダムも考案したが通らなかったという。上半身にも曲面を用い、脹脛を描かずに脚部の裾を広げることでジオンらしさを出している。「敵」らしさを意識し、バインダーを広げると十字架のようなシルエットになることを狙ったという。「核を使うガンダム」がデザインの要望だったかは失念したが、至近距離で核を撃つというイメージは自ら考案したかもしれないとのことで、そこから「蒸発する盾」というアイデアに繋がっている。
コクピット周辺や武装などのデザインは試作1号機同様カトキが担当。OVA制作発表当初の雑誌では「Aガンダム」と表記されることもあった。

### 設定解説（サイサリス）
核攻撃を主目的として開発された機体。コードネームの「サイサリス」はホオズキの学名で、花言葉は「偽り」。
開発は第2研究事業部が担当し、基本的に公国系の技術をベースに造られている。最初期の設計案（型式番号：RX-78GP02）によれば、本機はいわゆるドム系の重MSとされ、強固な装甲と強力な火力を備え敵陣深く進行して拠点を要撃するという「強襲・攻撃型MS」であった。MS同士の格闘戦の実効性に懐疑的な連邦首脳部は、当初から試作1号機より本機を本命視しており、さらなる重武装を求められる。さまざまな武装のバリエーションが検討・提案されるが、当然の帰結として核装備の可能性が検討される。
宇宙世紀においても「最強の兵器」は「核」であり、その破壊力と戦略上のインパクトはほかの兵器の追随を許さない。「最強のMS」を目標とする本計画において、本機は「最強の機動兵器」であるMSに「最強の破壊兵器」である核を搭載しており、戦後の優位性を維持するために造られた「徒花」であるともいわれる。南極条約が締結される以前の一年戦争緒戦でも、ザクII C型が核弾頭のバズーカを使用しているが、戦術核並みの威力しかない。
本機に搭載されるMk.82弾頭は議会の予算において戦術核として申請・登録されているものの、実際には戦略核の数倍の威力をもつものである。ただし、弾頭の到達半径が短いことから自機も爆心地にいることになるため、すべての装甲に耐熱・耐衝撃処理がほどこされる。表面には3層のコーティングがほどこされ、揮発することにより熱線の30パーセント以上を遮断、宇宙空間では1,000メートル、地上でも3,000キロメートルの距離でMk.82の爆発に耐えうる。
基本フレームは試作1号機と共通のものを採用しているが、外観はまったく異なる装甲ユニットを使用している。公国系と連邦系のMS技術が融合した本機の斬新な設計思想は、リック・ディアスに代表されるのちのグリプス戦役期のMS群に多大な影響を与えている。塗装は試作1号機と同様のトリコロールだが、全体にくすんだ色調となっている。
1号機に先んじて0083年9月18日にロールアウト。アルビオンによって1号機とともに地上試験および戦術核発射テストのためトリントン基地に運ばれる。
機体構造
頭部
装備される基本パーツやセンサー類は試作1号機とほぼ同等のものであり、コ・プロセッサーも搭載されている。ただし機体の性格上、これらは核攻撃時には物理的・電気的に外部から遮断される構造となっており、メイン・カメラやインテークにはシャッターが設けられている。そのためいわゆる「ガンダム系」とは異なる外観となっている。
胴体部
後述のFTBなどの装備を稼働させるため、高出力のジェネレーターを搭載。コクピットは、核爆発の爆心付近での作戦遂行およびパイロットの生還を保障するため、通常のMSをはるかに上回る強度と生残性を兼ね備え、インテーク類も極端なまでに省略されている。一年戦争末期に提案された球形コクピット（球は構造的に外圧に対してもっとも強い）を継承しつつ、ハッチに至るまで何層も複合装甲と緩衝材が重ねられている。コクピットそのものにも強力な減速材が充填され、パイロットの被爆を防ぐ。この構造により、教育型コンピューターがかなり犠牲となっている。非常時には爆裂ボルトでコクピットを射出することが可能となっている。また、コクピット周囲にIフィールド発生装置を搭載し、核パルス電磁波 (EMP) や熱線を無効化する試みもあったといわれる。
背部には「ウォーヘッド・ストック・パイル」と呼ばれる、核弾頭を格納するコンテナが装備されている。この発想は、リック・ディアスのウェポン・プラットホームへと受け継がれている。
腕部
バックパックの代わりに両肩に装備された「フレキシブル・スラスター・バインダー (FTB)」（「アクティブ・スラスター・ユニット」とも呼ばれる）が本機の最大の特徴である。機動性を確保するために特化されたもう1対の「腕」とも言える装備であり、行動に制限されることなく機体を稼働させることができる。2基ずつ装備されているロケット・モーターは、1基で標準的なMS1機を充分に機動させるだけの出力をもつ。これらによるユニットの総推力は膨大であり、地上でのホバー走行も可能となっている。宇宙空間ではAMBAC作動肢としても活用できる。画期的な装備であり、のちのMSに多大な影響を与え、さまざまな形で継承されている。
脚部
当初は強襲用MSとして設計されていたため、空間戦用のプロペラント・タンクか、ツィマット社のドムの実戦データを活かした熱核ジェット・エンジンによる地上用のホバー装備が実装される予定であったといわれるが、核装備へとコンセプトが変更されるに当たりアビオニクスのみ流用され、冷却装置が搭載されている。旧公国軍軍のドムやゲルググに見られ、ガンダム・タイプMSではほかに見られないフレア構造になっている。専用のシールドのサイズでは脚部の防護はほぼ不可能であり、同等の冷却装置が装備されている。
武装
60ミリバルカン砲
対空迎撃や格闘戦時の牽制、対人掃射などに使用される。
ビーム・サーベル
型式番号：A.E.BlashAEXB-909L
AEブラッシュ社製で、両腰に1基ずつ収納。重MS用の標準装備として開発されていたものの改良型であり、緑色のビーム刃を形成する磁場が既製品より細い。口径は400ミリ。試作品のため、ビーム刃の出力や磁界強度をマニュアルで変更可能な機能が追加されており、柔軟な運用が可能となっている。
アトミック・バズーカ
型式番号：AE/ZIM.G-BAZ-0186-A
「専用バズーカ」または「核バズーカ」とも呼ばれる。運搬時はバレルを分離しシールド裏に格納、「ニュークリア・バズーカ・ベース」と呼ばれる機関部は右肩後部にマウントされている。発射時には機関部を水平に跳ね上げてバレルを接続する。接続後はマウント部が解除され、取り回しが可能となる。
使用されるMk.82弾頭は0078年に連邦軍が基礎設計をおこなったもので、設計段階で計画ごと破棄されたと言われていたが実際には完成しており、一年戦争で南極条約が締結されたあとも解体されず、最高軍事機密ながら一年戦争中にトリントン基地に秘匿される記録映像も残されている。0079年12月26日には公国軍特殊部隊「マッチモニード」によって同基地が占領され、奪取されそうになるが、連邦軍の「ホワイト・ディンゴ」隊によって阻止される。
後部にはブースターが接続され、劇中のコンテナへの格納シーン（第1話）では弾頭部とブースター部を分離した状態で縦置きに収納されている。そのため、本武装は実体弾を発射するという資料もあるが、劇中の発射シーン（第9話）ではビーム・バズーカのような太い光条を射出している。小説版によれば、同弾頭は「レーザー核融合弾」であり、起爆剤として核分裂反応を使わず、ミノフスキー・コンデンサーに蓄積された膨大な電力がレーザー光を発振して1点に収束され、10億分の1秒で1億度に相当する超々高熱を発生、それにより圧縮された重水素混合体がメガ粒子ボルトに換算されるエネルギーを開放する、とされる。弾頭の安全装置の解除は本武装以外では不可能であり、砲口のセーフティ・キャップも発射寸前まで解除できない構造となっている。
なお、本機の型式番号の末尾に追加された "A" は、本武装の頭文字にちなんでいる。
ラジエーター・シールド
型式番号：NR-Sh-02-RX/S-00013
「専用シールド」とも呼ばれる。機体保護のための耐衝撃装備のほかに冷却装置が内蔵されており、液体水素などの冷却材が充填され、機体を核の高熱から守る。これを破壊されると、アトミック・バズーカが事実上使用不可能となり、バレルの運搬にも必要不可欠な装備である。
以下の武装はアニメ本編には登場しない。
MS用対艦ライフル
『0083』Blu-Ray Box特典のピクチャードラマ「宇宙の蜉蝣2」に登場。アニメ『機動戦士ガンダム THE ORIGIN』でシャア専用ザクIIが携行するものと同型。HLVで宇宙に上がった試作2号機を待ち構える連邦軍艦隊のミサイル1発とジム改1機を1射で同時に射抜き、ガトーをして「長距離射撃管制はさすがと言おうか」と言わしめる。しかし直後に投棄し、接近戦に移っている。
ジャイアント・バズ / 核バズーカ
前者はリック・ドム、後者はザクIIの装備。連邦軍が、試作2号機の運用構想の基本に置いているとされる。
ビーム・バズーカ
フィギュア『GUNDAM FIX FIGURATION』で付属したのが初出。本武装を装備した仕様の型式番号を "RX-78GP02BB" とする資料もある。
デラーズ・フリートがアトミック・バズーカ使用後の再利用案として検討したとも、実際に用意されたともいわれる。MS用移動砲台であるスキウレのビーム砲を流用し、アトミック・バズーカと同様にバレルと基部が分離可能なように改造されている。試作2号機は、観艦式での核攻撃後に本武装を携行して、地球に向かうコロニー「アイランド・イーズ」の護衛に就く予定であったといわれる。
多連装ロケット・システム
「ハーモニー・オブ・ガンダム」で設定された。
"MLRS (Multiple Launch Rocket System)" とも呼ばれる。本計画で進行していたプランのひとつで、アフリカやユーラシアに潜伏する公国軍残党を掃討するため、敵拠点やMS小隊に対して中距離からの面制圧をするための支援爆撃を前提として用意される。アトミック・バズーカおよびコンテナに替わって背部に装備される6連装ロケット・ランチャーで、実機製作前にJCAP（教育型コンピューター支援による統合プロダクツ）によってさまざまなシミュレーションが行われ、斉射から単発発射による時間差あるいは各個攻撃も可能なように調整される。その火力はひとつの街を廃墟にするのに充分とされるが、トリントン基地での地上試験には間に合っていない。
プラズマ・リーダー
最初期の設計途上において検討された装備のひとつで、多弾頭弾としての射出が予定される。ほかに徹甲弾や炸裂弾、ビーム撹乱膜散布弾が提案されている。
ゲーム『スーパーロボット大戦EX』でも装備している。同作品では味方として現れるガトーが「やむを得ない状況でしか使わない」とアトミック・バズーカを封印し、代わりに使用する。マップ兵器のため攻撃時のグラフィックはなく、装備部位などは不明。
ビーム・ライフル
ゲーム『スーパーロボット大戦』シリーズで装備。作品によって試作1号機またはジムIIと同型、あるいは同シリーズのオリジナル・メカであるR-1のブーステッドライフルと同型のものを携行する。
以上のほか、漫画『0083 REBELLION』では、フォン・ブラウンにケリィ・レズナーを迎えに来た際にアトミック・バズーカとラジエーター・シールドに替えて、リック・ドム用のビーム・バズーカと通常のシールド（オリジナルデザイン）を携行し、両FTBにシュツルム・ファウスト計4基とジャイアント・バズ計2丁、両脚にザクII用3連装ミサイル・ポッド計2基、背部にMLRS（4連装）およびMS用対艦ライフル、ラケーテン・バズ3丁、増加ブースターおよびプロペラント・タンク2基という重装備で現れる。
劇中での活躍
トリントン基地で戦術核発射テストをおこなう予定であり、同基地に到着した10月13日の夜に核弾頭が装填されるが、その直後にデラーズ・フリートのアナベル・ガトー少佐によって核攻撃に必要なラジエーター・シールドともども強奪される。翌14日深夜にコムサイIIに搭載され脱出を図るが、追撃隊の試作1号機にコムサイIIのコクピットを破壊され、離陸直後に大破炎上する。しかし、本機はラジエーター・シールドといった耐熱装備のおかげで無事であった。予定を変更し、早朝にユーコン級潜水艦 "U-801" と合流してアフリカ大陸に渡る。23日、キンバライド基地からHLVで宇宙へと上がり、ムサイ級巡洋艦「ペール・ギュント」に収容され、31日にデラーズ・フリートの本拠地「茨の園」に到着する。同日、デラーズ・フリートは連邦の公用通信回線をジャックして宣戦布告を放送。本機をバックにした首領のエギーユ・デラーズ中将は、一年戦争の終戦協定は無効であると主張し、戦時条約である南極条約はいまだ有効であるとの立場から、本機の開発は連邦軍の条約違反であると批判する。11月10日、デラーズ・フリートはコンペイトウ宙域で挙行される連邦軍の観艦式を襲撃、本機は核攻撃をおこない参加艦艇の3分の2を自航不能にするも、核爆発の威力にシールドを支える左腕が耐えきれず、ジョイント部分が損傷して使用不能となる。直後にフルバーニアンと交戦し、相討ちとなり爆砕するが、ガトーは脱出に成功する。

#### バリエーション（サイサリス）
ガンダム試作2号機試案 (PROTO-TYPE2)
『アナハイム・ジャーナル』に掲載されたイラストをもとに、『電撃ホビーマガジン』2004年8月号の同書とのコラボレーション企画で立体化された。2種類のイラストの中間をとった形で製作されている。
AE社が公開した資料の中には、現在知られている試作2号機とは明らかに外観が異なる機体の写真が存在する（仮に "Phase 1" とする。以下同様）。円筒形の前腕やスカート・アーマーのような腰回りから、ドムを彷彿とさせる。その後、より連邦系MS的なデザインに変更され (Phase 2)、さらに核の使用を前提とした仕様変更を経て (Phase 3) トリントン基地へと送られている。
ガンダム試作2号機（デラーズ・フリート仕様）
アーケードゲーム『ガンダムトライエイジ』のBUILD MS第2弾として登場。もしデラーズ・フリートがそのまま存続し、ジオンの再興を果たしていたならば、機体色を塗り替えるのではないかというIF設定の機体。ガトーのパーソナル・カラーである青と緑に塗装されているほか、シールド下部にジオン公国章が描かれている。
GP02（シン・フェデラル仕様）
曽野由大の漫画『機動戦士ガンダム カタナ』に登場。
サイド1の反乱分子により再設計された機体で、イフリート型に搭載された近接ジャミング機能を搭載するが、外観は原型機と変わりない。ビーム・バズーカとMLRSの両方を装備している（ビーム・バズーカ基部と干渉するためMLRSは5連装）。連邦軍の軍閥のひとつ「シン・フェデラル」の創設者カネサダ・ツルギが搭乗し、0084年に突如現れティターンズの艦隊に損害を与えつつシン・フェデラルに合流、「コンペイトウ（または観艦式）の亡霊」や「コンペイトウの悪魔」と呼ばれる。その後、サイド7宙域で連邦軍特殊部隊「BGST」隊長で息子のイットウ・ツルギのフルアーマー・ストライカー・カスタムと交戦。サブコロニー内部でも再戦するが、乱入してきたカネサダの「弟子」であり強化人間にされたリチャード・グレイソンのドルメル・ドゥーエに両断され撃破される。
サイサリス（0086年仕様）
北爪宏幸の漫画『機動戦士Ζガンダム Define』収録の短編「Struct EX01」に登場。
AE社が再製造した機体で、原型機をベースに各部を最新ユニットに換装されている。エゥーゴ用の新型MSのベース機候補としてクラブ・ワークスのカイリー・ジョンソンが推薦し（ドム系MSの後継機種と紹介している）、クワトロ・バジーナ大尉が搭乗するが、基本設計の古さから操縦性の問題を指摘される。外観は1コマしか確認できないが、原型機と変わりない。
ガンダムGP02A［海中型］
カードダス『ガンダムコンバット』に登場。水中戦用の装備を装着した機体で、核兵器を搭載するガンダムとしておそれられる。塗装は水色とグレーを基調とする。

## ガンダム試作3号機（デンドロビウム）

### デザイン（デンドロビウム）
メカニック・デザインは試作1・2号機と異なり、すべてカトキが担当。デンドロビウムのコンセプトは作品の企画経緯やデザイナーが同じ『ガンダム・センチネル』のSガンダムPLAN 303E“ディープ・ストライカー”と共通する。
採用はされなかったが、河森も試作3号機のラフデザインをおこなっており、2019年に河森のプロデビュー40周年を記念して開催された展覧会『河森正治EXPO』で初公開された。オーダーはシンプルに「武器の塊」だったとされ、「シルエット・アーマード・ガンダム」の仮称で、内部にガンダムを格納する「拡張スーツ（強化外骨格）」型であった。そのコンセプトは後述のデルフィニウムのMS形態と共通している。

### 設定解説（デンドロビウム）
宇宙空間での拠点防衛用に開発された大型機動兵器。コード・ネームの「デンドロビウム」はランの一種の学名（セッコク属の多年草で、1,500種もの派生種を擁する）で、花言葉は「わがままな美女」。MSユニットの「ステイメン」と、モビルアーマー（MA）規模のアームド・ベース「オーキス （ORCHIS, ランの花の意。特にオルキス属の肥大した根をもつ地生ランのこと）」で構成されている。
オーキスの開発は試作1号機および2号機とは別のチームであり、グループ企業の航空・航宙機部門や、MA開発経験のあるMIP社出身者を招聘し、専属の開発チームを特別編成している。
一年戦争時に公国軍のMAの脅威を目の当たりにした連邦軍は、それに対抗しうる兵器開発の必要性を痛感し、開発に着手する。しかし、MAはMSと接近戦になった場合の意外な「もろさ」が欠点であった。そこで本計画の開発陣は、MAの機体にMSを組み込むという発想の転換をおこなう。こうして本機は「最強の機動兵器」として、MSとMAの性能を併せもつ機体として製作される。
出撃以降も武器の換装が可能で、遠距離から近距離まで多様な戦況に対応することができることから、巨大な武器庫を抱えたMSとも言え、書類上はMSとして登録されている。しかし、オーキス自体も膨大なプロペラントによる機動力と長大なビーム砲、巨大なクロー・アームを装備し、旧公国軍のMAに拮抗しうる戦闘能力をもっていることから、「MS搭載のMA」とされることもある。コア・ブロック・システムおよびGアーマー・システムの発展型でもあり、設計に当たってはFSWS計画の一環である重装フルアーマーガンダムを基本的に踏襲している。
1機でMS数個中隊に匹敵する戦力をもつため戦略兵器として運用可能であり、単体で拠点防衛のみならず拠点攻略までも可能としている。また、旧公国軍のMAのようにビーム兵器主体にかたよらず、攻撃手段の選択肢が広いことも特徴となっている。しかしその一方で、複雑な火器管制システムはパイロットに瞬間の判断力、洞察力、未来予測、機械のメカニズムに対する理解力を高レベルで要求するものとなり、その結果「使う者を選ぶ機体」になっている。また、一説には本機の生産と運用にかかるコストは通常のMSの100倍ともいわれる。
0083年10月4日にロールアウトし、28日からAE社の大型ドック艦「ラビアンローズ」を母艦としてトライアルが開始される。
本機の実戦運用における評価としては、火力に注目すれば「当時最強」の呼び名に相応しいが、機動性に優れたMSを相手にした戦闘では想定したほどの戦果をあげられず苦戦を強いられたとする資料もある。
機体構造
メイン・スラスター
オーキスの後部に直径約6メートルのノズルをもつスラスターを6発配しており、爆発的な推進力を獲得している。このほか、機体各所に機動用サブ・スラスターを備える。
クロー・アーム
オーキスの下部に1対装備され、通常は折り畳まれている。「大型マニピュレーター」とも呼ばれ。基部、連結肢（カバーを兼ねる）、クローの3パーツで構成されており、MSの腕部ほどではないものの柔軟な可動構造を有し、ビグロなどのようにAMBAC作動肢としても機能する。
武装・装備
メガ・ビーム砲
オーキスの右側面に装備される、全長約90メートルのビーム砲。開発スタッフからは「物干し竿」と呼ばれる。取り付け基部付近からコントロール・グリップが展開し、ステイメンが握ることで照準の微調整が可能。当時の戦艦の主砲の最大出力と同等、あるいはそれを超える威力をもち、かすめただけでムサイ級巡洋艦の船体を融解させる。ただし、MSのような機動性の高い目標を狙うには取り回しが悪く、大型目標を対象とする。また、砲身自体も非常に頑強である。
劇中では、対ノイエ・ジール戦においてIフィールドで偏向・無効化されるも、ザンジバルII級「リリー・マルレーン」の撃沈、ゼロ距離射撃によるガーベラ・テトラの粉砕といった戦果を挙げている。
大型ビーム・サーベル
クロー・アームのクローの奥から射出され、直接クローでつかんで使用する。本機の巨大なジェネレーターの出力により長大なビーム刃を形成し、劇中ではムサイ級巡洋艦「ペール・ギュント」のブリッジを斬撃し撃沈し、ノイエ・ジールとの一騎打ちでは、大型サーベル同士での鍔迫り合いも見せている。
また、クローで直接対象を捕獲しての圧壊・粉砕も可能であり、OVA『GUNDAM EVOLVE 4』ではゲルググMを破壊している。
Iフィールド・ジェネレーター
オーキスの左側面に装備される、Iフィールドを防御用に転用した装備。開発には公国系の技術が流用されているが、機体に内蔵できるほどの小型化ができず、外付けする形を採っている。オーキスの装甲は、軽量化のために弾片防御程度の能力しかもっていないため、防御用兵装として装備される。ビームを偏向・拡散させ、ある種のバリアーとして機能する。膨大なエネルギーを消費するため、戦闘時以外は稼働させない。
ウェポン・コンテナ
オーキスの上部左右に取り付けられる巨大なコンテナ。コンテナ内にはさらに三角柱形のコンテナ（スロット）を8基（計16基）搭載、規格化されたさまざまな種類の武器や、ステイメン用の携行武装、各種予備弾薬を収納する。全装備の場合、本機の火器搭載量は駆逐艦クラスに匹敵する。
大型集束ミサイル
大型ミサイルを3基内蔵するコンテナ。コンテナ自体がミサイルのブースターとなるため、通常より高速で目標に到達し、長射程能力ももっている。
劇中ではザクII F2型とノイエ・ジールに1基ずつが直撃。ザクIIを撃破するものの、ノイエ・ジールは右肩バインダー装甲が軽微な損傷を負うに留まっている。
マイクロ・ミサイル・コンテナ
射出型のミサイル・ポッドで、コンテナ側面に36発ずつ、3面で108発のミサイルを搭載。これらのミサイルを敵陣の中心でばらまく。
後方要撃ミサイル・パック
『GUNDAM EVOLVE 4』に登場。『電撃ホビーマガジン』2002年5月号に名称と、カトキによる設定画が掲載された。
射出後ある程度進行したのちに制動し、側面3面が後方に向かって開き、内側のミサイルを発射する。敵陣を突破した際の後方防御に使用する。1面に28発、3面で84発のミサイルを搭載。
爆導索
長さ500メートルの鋼索製の導爆線で、推進器となる先端部を射出し、破壊目標周囲に爆導索を投棄した後に端部から誘爆を起こし破壊する。劇中では、シーマ艦隊のムサイ級巡洋艦に射出し、弾頭に追随しつつ鋼索でムサイを囲むように機体を回り込ませ、軌道を反転させ直進し切り離した後に起爆し撃沈する。
離脱用フレア
戦場を離脱するため、可視光線のほか、膨大な量の赤外線や電波などを放出し、敵の探査機器を一瞬の間使用不能にする。いわゆる「目くらまし」。
C（中央）コンテナ
漫画『機動戦士ガンダム0083 星屑の英雄』に登場。アニメ版には登場しない。『電撃ホビーマガジン』2002年5月号に、作者の松浦まさふみによる設定画が作例とともに掲載された。
ステイメンの保護のため前部に装備される流線型のコンテナで、これによりさらにMAらしい外観となっている（松浦によれば、公国軍に「連邦のMA」と呼ばせるための小道具であるとのこと）。ソロモン攻略戦において公国軍が使用した衛星ミサイルへの対抗装備で、上面のハッチを排除して有線小型ミサイル24発を発射する。全弾発射後はコンテナを投棄し、従来と同じ外観となる。
劇中での活躍
0083年11月11日、アルビオンは本機を受領するためラビアンローズに向かうが、先に到着していた連邦軍のナカッハ・ナカト少佐に本計画の一時中断、および本機の警護の任を伝えられる。しかし、デラーズ・フリートによる「コロニー・ジャック」の報が伝わり、これを阻止するためにアルビオン隊は本機を「強奪」する。
本機のシステム・エンジニアであるルセット・オデビーに本機を託されたコウ・ウラキが搭乗し、単機でアルビオンに先行して、移動するコロニー「アイランド・イーズ」に向かう。12日にコロニーに追いつき戦闘を開始、広範囲におよぶ火力によって多数のMSによる防衛線に穴を空け（劇中で確認できるMS撃破数は5機）、敵艦に対しても戦闘決着までに3隻を撃沈する（ムサイ級2隻、ザンジバル 1隻）。アナベル・ガトーが搭乗するMAノイエ・ジールとは3度交戦しており、初戦ではビーム兵器主体の敵機に対し序盤こそ有利に戦闘を進めるも、2度目の戦闘では敵機のクロー・アームによってIフィールド・ジェネレーターを破砕されてしまう。これにより、以降本機はメガ粒子砲への対抗手段を喪失し、続く掃射によって右ウェポン・コンテナを破壊される。3度目は互いに武装を失いビーム・サーベルによる近接戦闘主体の末にサブ・アームで組み付かれるが、敵機を狙ったソーラ・システムIIの照射に巻き込まれる。これらの損傷によりデンドロビウムとしては行動不能に陥ったため、コウはオーキス（アームド・ベース）をパージしている。
なお、大型の機体であるため、補給や整備、修理はアルビオンの艦外に係留しておこなわれている。ウェポン・コンテナは、MSデッキに搭載されていた予備のものに交換されている。
OVA『GUNDAM EVOLVE 4』では、11月10日にPスペック（後述）のステイメン単体でのテスト中に襲来したジオン残党軍を迎撃するため、急遽オーキスとドッキング。その圧倒的火力をもってほぼすべての敵機を殲滅するが、オーキスと分離し漂流するステイメンのコクピットを生き残っていたゲルググMのビーム・ライフルに撃たれ、パイロットのデフラ・カーは死亡する。
漫画『0083 星屑の英雄』では、ノイエ・ジールとの戦闘は一度のみで、ソーラ・システムIIの照射も受けない。ウェポン・コンテナとIフィールド・ジェネレーターを排除し、フォールディング・シールドをステイメンの前面に構えて大気圏突入をおこない、落下するコロニー内部に侵入、内側からコロニー前部にオーキスを激突させて破壊する。

#### バリエーション（デンドロビウム）
ガンダム試作3号機試案 (PROTO-TYPE3)
書籍『アナハイム・ジャーナル』に登場。同書では各部を分離した状態でのイラストが掲載されているが、『電撃ホビーマガジン』2004年8月号掲載の同書とのコラボレーション企画では装着した状態で立体化された。
検討段階で提示されたプランのひとつ。ステイメンの雛形とも言えるMS（コア・ユニット）を中心に、各種装備がほどこされている。背部からコンテナ・アームを介して上方に大型ウェポン・コンテナがマウントされ、内部には小型コンテナとミサイル8基が搭載されている。その後方にはサブ・コンテナ2基と、MSの胸部と腕部からなるサブ・アーム・ユニットが1対設けられており、これによりサブ・コンテナ内の武装（シュツルムファウスト）を取り扱う。胴体正面には、複合センサーを内蔵した増加装甲が取り付けられている。右腕にはツイン・ビーム砲と大型ビーム・キャノン、左腕には小型レドームを装備。背面には巨大なスタビライザーとプロペラント・タンク2基、足裏にはプロペラントと補助推進機を兼ねたユニットが装着される。
ステイメン&ウェポンシステム
アクションフィギュア『GUNDAM FIX FIGURATION』でデザイン・立体化された。ウェポンシステムはオーキスの簡易版と言えるもので、ブースター4基、メガ・ビーム砲、Iフィールド・ジェネレーター、マイクロ・ミサイル・コンテナ4基からなる。コンテナ側面にステイメン用の武装（ロング・レンジ・ビーム・ライフルを含む）を外付けし、フォールディング・アームで取り出し可能。なお、ウェポンシステムの設定などは記載されていない。
漫画『0083 REBELLION』では、デンドロビウムの各個戦闘における機動旋回の扱いづらさをおぎなう分離機動形態として登場。「アイランド・イーズ」内でステイメンがオーキスから分離し、本システム（「ステイメン・ウェポンシステム」と表記される）を起動し装備する。推進方式として、試験段階にあるミノフスキー粒子をプラズマ化して噴射するイオン・ドライブ推進を採用しており、「バランスの悪そうな」と評される見た目に反し、瞬時に相手の背後に回り込むなどの俊敏な機動を披露している。一方で、現段階でのイオン・ドライブはMSに搭載できるほどの小型化が実用の域に達しておらず、ステイメンのジェネレーター出力ではIフィールドと同時に稼働することができないという弱点がある。
ガンダム試作3号機（『0083 REBELLION』版）
漫画『0083 REBELLION』に登場する3号機は、オーキスのウェポン・コンテナ取付部の前方にコクピット（兼脱出ポッド）をもち、オーキス側のパイロットが操縦手、ステイメン側が火器管制を担当する。分離してそれぞれが連携することも、従来設定通りステイメン側ですべての操縦も可能である。
ウェポン・コンテナ未装備の状態で、ステイメンにコウ、オーキスに成り行きからケリィ・レズナーが搭乗し、ラビアンローズから月に落下しようとするコロニー「アイランド・イーズ」に急行する。コロニーの軌道を変えるため、メガ・ビーム砲で集光ミラー1基を分断するが、残るミラーもあらかじめ仕掛けられていた爆弾で分断することでバランスを取り戻され、失敗に終わる。アルビオンに帰還し、ウェポン・コンテナを装備して再出撃、ガトーのノイエ・ジールと交戦、オーキス側とステイメン側の操縦連携の隙をつかれ有線クロー・アームで左側エンジンと右コンテナを破壊され窮地に陥るも、ガトーが敵艦隊の迎撃に向かったため帰還。隙をカバーするために修理とともに性能と形状の異なるコンテナと装備に換装して3度目の出撃、ノイエ・ジールとの再戦の最中にソーラ・システムIIの照射を浴びるが、ノイエ・ジールの陰となり軽微な損傷で済む。
ナイトファイター (NIGHT FIGHTER)
模型雑誌『電撃ホビーマガジン』1999年7月号掲載の企画「ソロモンエクスプレス」に登場。デザインは小林誠。試作3号機のプロトタイプとされる。MAの機能を有する宇宙戦闘機で、外観はデンドロビウムとほぼ同じだが、コア・ファイター（初代）をコクピット・ブロックとして接続している。GPシリーズの3号機を組み入れ、名称も「デンドロビウム・ステイメン」と改められ完成する。
なお小林は、1979年に本機のように下部右側に大型ビーム砲、左側に円形のシールド発生機を装備した宇宙戦闘機 "KNIGHT FIGHTER" を独自にデザインしている。
デンドロビウムII
雑誌『ゲームぎゃざ』連載の読者参加型ゲーム「機動戦士ガンダム G-STRATEGY」に登場（型式番号：GP-03-2）。なお、本作は宇宙世紀の歴史のIFを扱った作品である。
機体の小型化などによってデンドロビウムの量産化を目指したMA（本作では、一年戦争末期に「連邦軍試作MA」が登場する）で、ステイメンに替わってコア・ユニットは航空機となっており、大出力の推進器を装備することによって大気圏内での飛行も可能になっている。
デルフィニウム
漫画『機動戦士ガンダム ヴァルプルギス』に登場。デンドロビウムに酷似した（「模造品」ともいわれる）試作型大型機動兵器で、連邦軍特務機関「嵐」によって宇宙世紀0085年に開発が開始される。のちに開発途中で放棄された機体を接収した「クラン」によってMS形態への可変機構を加えて再設計され、0089年に実戦投入される。

### ガンダム試作3号機（ステイメン）
デンドロビウムのコア・ユニット（コクピット兼脱出システム）となるMS。コード・ネームは正確には「デンドロビウム・ステイメン」であり、「ステイメン」は花のおしべの意で、型式番号末尾の "S" はこれの略号である。
試作1号機や2号機と異なり、あくまで宇宙空間の戦闘を考慮して開発されている。1号機と比較して装甲はやや薄いものの、機動性はフルバーニアンに匹敵し、総合性能は互角とされる。さらに緊急時の追加ユニットのメンテナンスをおこなえるようにも設計されている。
開発は試作1号機同様クラブ・ワークスが担当しており、外観上の共通点も多い。機体色はトリコロールでまとめられているが、試作0号機と同様にソール部が青いのが特徴。
機体構造
頭部
ガンダム・タイプとしては珍しく60ミリバルカン砲を搭載していないが、その分センサー機器が充実している。通常の状況把握だけでなく、複雑な火器管制システムのコントロール用に独自の制御デバイスも装備している。また、オーキスとの連携が前提であるため、ある程度の遠隔誘導や最低限のドッキング・コントロールが可能な相互通信システムを搭載しており、火器の換装もドッキングしていなくても可能。
胴体部
オーキスとの合体を考慮して、腰部両側面から後方にドッキング・ガイドを兼ねるテール・バインダーが伸びているが、これが四肢との連動によるAMBAC効果を含む運動性や機動力の向上をもたらしている。
試作3号機は、パイロットが単独で制御するには過剰な質量をもっており、さらに複雑な火器管制を必要とするため、一年戦争末期に連邦軍がNT用のインターフェイスとして開発した全天周囲モニターと、AE社が開発したリニアシートからなる球形コクピットが採用されている。エバリューション・モニター（情報評価画面）が設置され、火器管制を統括するとともに、教育型コンピューターと連携して敵機情報や自機情報、戦況分析による最適火器選択や換装同期判断などを表示・実行する。なお、球形コクピットは試作2号機の部材が援用されている。
また、並行して試作1号機と同様のコア・ブロック・システムも製作されている。将来的には両者を統合する予定であるが、当時はこの2つを併せもつインターフェイスの実現が困難であり、双方に特化したコクピットをそれぞれ製作している。ボディ・ブロックをまるごと交換する必要はあるものの、最終装甲の形状やコクピット・ハッチなどはほぼそのまま流用可能となっている。
コア・ファイターを最小戦闘単位とする仕様は「Pスペック（プロトタイプ (prototype) あるいはめしべ (pollun) を指すと言われるが詳細不明）」と呼ばれる。劇中で、本機を目の当たりにしたコウは「コア・ブロック・システムじゃない？」と驚嘆しているが、これはコウがルセットから見せられていたデータがPスペック仕様のものであったためで、球形コクピット仕様のデータは本計画が一時中断となったため、ナカト少佐に押収されていたからである。
MSとMAを共通のOSで運用するという基本コンセプトは、初の可変MAであるアッシマーが開発される2年前に、本機で先鞭をつけて完成させた技術である。
腕部
前腕部は「フォールディング・アーム」となっており、オーキスとの合体時にコンテナから武装を取り出すため、前腕部甲から肘にかけてが展開・伸長して3倍以上のリーチをもつマニピュレーター・クローとなる。パイロットの練度にもよるが、2秒ほどでクローを展開できる。
武装
ビーム・ライフル
試作1号機のものと同型だが、出力向上型とされ、励起レベルが改善されて稼働がより安定している。
ビーム・サーベル
当時の量産型MSに装備されているものと同等のデバイスが使用されている。
フォールディング・バズーカ
オーキスのコンテナ・スロットに収納するため、2つ折りが可能な構造となっている。砲身は従来のものより約5割長い。装弾数は弾倉に6発、薬室に1発。
なお、オープニング映像ではジム改などと同型のハイパー・バズーカをコンテナ・スロットから取り出して携行している。
フォールディング・シールド
こちらも縦に2つ折りが可能で、裏面にビーム・ライフルのEパックを4基装備。どのようなポジションでも扱いやすいよう、上下対称型となっている。オープニング映像では装備されるが、本編劇中には登場しない。
劇中での活躍
ステイメン単体での戦闘シーンはオープニング映像では見られるものの、本編劇中ではほとんどない。オーキスの補給中に襲来した敵に対して、ビーム・ライフルのみを携行して迎撃に向かうが、戦闘シーンはない。ソーラ・システムIIの照射を浴びて行動不能となったオーキスから分離後、コウの怒りに任せて、遠方から迫る味方である連邦軍艦隊に向けてビーム・ライフルを乱射する（ただし、ビームが届く距離ではない）。
漫画『0083 星屑の英雄』では、ノイエ・ジールとの一騎討ちの際にオーキスから分離して奇襲に打って出るものの、サブ・アームに阻まれる。オーキスによるコロニー破壊後、中破しながらも地上に不時着し、コウは生還する。
漫画『0083 REBELLION』では、Pスペック仕様で初登場。ナカトによってラビアンローズから搬出される最中に敵襲を受け、コウと先を争うようにしてベルナルド・モンシア中尉が搭乗する。しかし、コア・ブロックではオーキスと合体できないとして、すぐにルセットによってコクピット・ブロックごと交換され、コウが球形コクピットに搭乗する。

#### コア・ファイターII-Sp
デザイン
『MG ガンダム試作3号機 ステイメン』で設定され、OVA『GUNDAM EVOLVE 4』に登場する試作3号機は本機をコア・ブロックとしている。メカニック・デザインはカトキが担当。ただし、コア・ブロック・システムの採用はアニメ製作時から検討されていた。
設定解説
Pスペック仕様のステイメン用のコア・ファイター（型式番号：FF-XII-Sp）。名称は便宜上のものである。製造には試作1号機用のコア・ファイターIIの資材が流用されている。ジェネレーターの素性から、大気圏内での飛行が可能である可能性もあるとされ、コクピット・ブロックのみによる大気圏突入も可能とする説もある。また、形状・構造的にはステルス性も盛り込まれている。1号機用と同様にビーム・サーベル兼ビーム・ガンの装備も検討されているが、最終的には装備されていない。
『0083 星屑の英雄』では、コロニーの軌道を変更するためにニナが搭乗し、試作3号機に随伴する。また、AE社に残された1機が投棄され、大気圏で燃え尽きる。

## ガンダム試作4号機（ガーベラ）

### デザイン（ガーベラ）
デザインはムック『ガンダムウェポンズ3』が初出で、存在自体はガーベラ・テトラの設定より当初から示唆されていた。メカニック・デザインは明貴美加。
明貴は同機が部分的に装甲を破壊されるとガンダムっぽいパーツが見えるという案も考えたが却下されている。しかし、のちに雑誌『ホビージャパン』の編集長にその話をしたところ興味をもたれ、ムック『ガンダムウェポンズ3』において明貴にデザインが依頼され（ラフ・デザインやイラストのみで正式な設定画はない）、模型作例が掲載された。デザインするうえで、ほかのGPシリーズとの共通性やその後のMS、特にガンダムMk-IIのディテールを取り入れている。また、のちのインタビューでは試作2号機とリック・ディアスの系統上のMSと位置付けてデザインしており、部分的に似たパーツにしたと語っている。
1994年の「JAF-CON III」においてホビージャパン社からガレージキット化された際には、明貴によって専用ビーム・ライフルとシールドがデザインされ、前者はガーベラ・テトラのビーム・マシンガンの冷却問題がクリアされ、かつコンパクトになった場合を想定してデザインされている。『ガンダムウェポンズ3』では、バックパックにシュツルム・ブースター以外の「隠し装備」があることが示唆されていた。また、上記ガレージキットの原型が掲載された『ホビージャパン』1994年7月号には「これがガーベラの本来の姿？」として「人型」ではないシルエットが掲載され、「いずれ立体でお見せしよう」とも書かれていた。本文中にも「この後にはもっと凄い計画が隠されている」とあるが、結局その後続報記事は掲載されず、試作4号機に関して公表されずじまいの追加設定および設定画が存在する。
一部媒体では、肩アーマーから上腕部側面にかけてのデザインに差異がある。『マスターアーカイブ』掲載のイラストではアーマーが追加されており、「リボーン・ワンハンドレッド (RE/100)」でプラモデル化された際には4発のスラスターが追加されている。「ROBOT魂 ver. A.N.I.M.E.」でフィギュア化された際には、スラスターではない円筒形のパーツが3つ追加されている。

### 設定解説（ガーベラ）
コードネームの「ガーベラ」はキク科のハナグルマの意で、花言葉は「神秘」。開発は試作2号機と同じく第2研究事業部が携わっている。塗装はステイメンに近い塗り分けのトリコロールだが、ソール部は赤とされることもある。
本計画ではAE社から複数の設計案が提出され、それを検討する形を採っており、そのため机上のプランとして設計段階まで進められていた機体もいくつか存在する。計画初期の段階で、格闘・白兵・突撃・強襲といった戦術に対応する宇宙用の機体も提案され、開発が開始されるが、コンセプトが試作1号機と一部重複するため早い時期にペンディングとなり、制式に型式番号は与えられずに終わる（現在知られる型式番号は、一時非公式に呼ばれていたものである）。フレーム・ユニットだけは完成していたという一部関係者の証言もある。
その一方で、本機はペンディングされずにステイメンと同時期に完成していたとする資料もある。連邦軍開発本部の承認手続きを間近に控えるうちにデラーズ紛争が勃発、機体はAE社に留保される。コーウェン中将更迭の報せを受けた同社首脳部は本計画の解消を察知し、本機を解体状態（メイン・フレームと外装はすべてトライアルごとの分解点検の対象であった）のまま分散移送させ、連邦軍本部への納入停止を決定。また、軍部で事態収拾を図る動向が見られた時点で開発データのすべてがメイン・コンピューターからバックアップごと消去されている。これは当時のCEOであるメラニー・ヒュー・カーバインの即断によるものとされ、社内研究機扱いとして予算を組み直すための緊急避難的措置である。
本機のコンセプトは対MS戦闘における「最強」性であり、白兵戦に主眼を置いている。両肩には試作2号機と同様に大推力のスラスターが装備されるが、2号機と異なり単発式でいくぶん小型のものとなっている。
武装・装備
ロング・レンジ・ライフル
「ロング・ビーム・ライフル」とも呼ばれる。試作1号機用のビーム・ライフルの基部を利用し長砲身のバレルに換装、集束率を高めることにより射程の延長と威力の強化を図っている。後部のアクセラレーターとバレルの冷却機構によってスペックが大幅に向上しており、「ジュッテ」も使用可能である。射撃時の安定性向上のため、グリップも新設計の部材に交換されたといわれる。
専用ビーム・ライフル
ホビージャパン社発売のガレージキットが初出。「ビーム・マシンガン」とも呼ばれ、独自のEパック方式を採用している。機関部やトリガー周辺部にはGPシリーズ共通の部材を採用しつつ、威力よりも速射性を優先した設計となっており、近接・格闘戦時の取り回しが配慮されている。
ビーム・サーベル
形状は専用のものだが、内蔵デバイスは一般的な量産品が採用されている。のちのガンダムMk-IIのように、バックパックから上方に伸びる1対のスラスター・ブームがサーベル・ラックを兼ねる。
シールド / 専用シールド
『ガンダムウェポンズ3』では試作1号機と同型のものを装備しているが、ガレージキットおよびRE/100では専用のものが付属する。1号機のものと共通する資材が多く採用されており、裏面にEパック2基をマウント可能なほか、表面の耐ビーム・コーティングも同様である。
シュツルム・ブースター・ユニット
フルバーニアン以上の機動性と航続性能の延長を目指すため、バックパックに3基装着されるオプションの宇宙戦用高機動ユニット。部分的に武装コンテナ化するプランも設計されている。
劇中での活躍
OVA『GUNDAM EVOLVE 4』では、GPシリーズのデータの中に本機の二面図（およびスペック）が登場する。
スマートフォンゲームアプリ『機動戦士ガンダム U.C. ENGAGE』のイベント「0083 ペッシェ・モンターニュ ～星屑たちに花束を II～」では、0083年に実機が完成したことになっており、ペッシェをテスト・パイロットとしてラビアンローズを拠点にトライアルをおこなっている。電波ジャックによるデラーズ・フリートの宣戦布告直後にラビアンローズを襲撃するシーマ艦隊のMS隊を迎撃するため出撃、シーマのゲルググMと一騎討ちとなるが、連邦軍パトロール艦隊からの停戦命令を受け終了となる。この戦闘の際に、シーマはコクピット内で本機は自分がもらうことになっている旨の発言をしており、その後ペッシェに出頭を命じたオサリバン常務も、「寝返り」の代償として本機をシーマに譲渡する予定であることを打ち明けている。
漫画『0083 REBELLION』では、表向きには開発中止となり軍の開発予算から外れるが、クレナ・ハクセルによって全面的に再設計され、ラビアンローズで開発が続けられ完成している。AE社のテスト・パイロット（氏名不詳）が搭乗し、月面でフルバーニアンと模擬戦をおこなうが、コクピットに模擬弾の直撃を受ける。直後に乱入してきたヴァル・ヴァロのプラズマ・リーダーによって機動不能となり、シーマ艦隊のクララ・ロッジ軍曹に大破したように偽装して回収される。肩アーマーのデザインはRE/100と同じ。
漫画『機動戦士ガンダム MSV-R ジョニー・ライデンの帰還』では、AE社に眠っていたパーツが0090年に連邦軍のフィーリウス・ストリーム専用のガルバルディβに転用されており、パックパックおよびロング・レンジ・ライフル、シールドは同型のものとなっている。
アニメ『SDガンダムフォース』では、本機をモデルとした「マドナッグ」が登場する。

### ガーベラ・テトラ

#### デザイン（ガーベラ・テトラ）
メカニックデザインは明貴が担当。試作4号機より先にデザインされている。『0083』の企画当初からプラモデル化が決まっていたため、バンダイの担当者と綿密な打ち合わせをおこなったという。OVA『機動戦士ガンダム0080 ポケットの中の戦争』に登場するケンプファーのようなMSであること以外は特に要望はなく、曲面を好きなだけ使ったデザインでも構わないと言われ、ランナーの配置にまで口を出させてもらえたとのこと。本機がシールドを携行していないのは、ランナーの都合でシールドかシュツルム・ブースターのどちらか一方しかプラモデルに付けられなかったためである。

#### 設定解説（ガーベラ・テトラ）
試作4号機をもとに開発された機体。コード・ネームの「テトラ」は試作4号機をあらわす "4" の意。また、型式番号は「アナハイム・ガンダム試作4号機」を意味する。開発は試作2号機と同じ第2研究事業部が担当。
試作4号機は連邦軍の計画からは外される形となるが、AE社内部では今後のMS開発における布石とするため、そのスペックを実機で確認するために製作される。ひとつに統合されたシュツルム・ブースター・ユニットを装備することにより、前線への到達時間の短縮とプロペラントの温存が可能となっており、前線到達後は爆発ボルトでユニットを排除して本来の機動性・運動性を発揮する。試作4号機より肩部スラスター・ユニットが大型化されており（「ショルダー・スラスター・ポッド」と呼ばれる）、その機動性と厚い装甲で火力をおぎない、強襲用MSとしては当時の水準を超える高性能な機体となる。
偽装のため、第2研究事業部の設計チームによって試作4号機の基本フレームに無理なく公国系強襲型MSの装甲および推進エンジンの再配置がおこなわれている。その後、AE社のオサリバン常務の密約によってシーマ・ガラハウに譲渡される。ロールアウト時の頭部はツイン・アイで、ロッド・アンテナ2基を装備するが、譲渡後にモノアイに変更され、アンテナの数と配置も変更されている。塗装は薄い赤の単色（ツイン・アイ仕様の顔面は白）。コクピットは連邦軍の共通規格のままであるが、シーマは問題なく乗りこなしている。
本機で培われた増加推進装置や航続距離延長の技術はその後もAE社で研究が続けられ、グリプス戦役期の第3世代MSの運用に活かされる。
武装
110ミリ機関砲
両前腕部甲に2門ずつ装備し、弾倉は肘部に装着する。威力は連邦系MSの頭部60ミリバルカン砲を凌駕し、速射性にも優れ中・近距離戦で有効となる。その口径の大きさから、のちのMSの恐竜的進化の端緒のひとつとされる。
ビーム・サーベル
形状は専用のものだが、内蔵デバイスは量産品が採用されている。脚部付け根付近に1基ずつ格納されており、使用時にはサイド・アーマーが展開して射出される。普段は露出しない収納設計は、ステイメンのものが活かされている。
ビーム・マシンガン
型式番号：X-04
本機と同時に開発された兵装。従来のビーム・ライフルでは不可能とされていたパルス状のビームを連射する試作型で、多弾数の連射による広範囲破壊をおこなう掃射・突撃性に優れるビーム兵器として開発される。当初の試作4号機が志向する、近距離での格闘戦で効果を発揮する。試作1号機用と同じアナハイム・タイプのEパックを採用しているが、装弾数を増したため単発の威力は低下している。
メガ粒子を断続的に射出する技術が開発途上であるため、銃身に冷却ジャケット、銃身下部に冷却剤タンクを接続、機関部後部に強制冷却ノズルをもち、さらに限界に達すると機関部上面がスライドし、強制冷却をおこなうとともに、リミッターが作動してしばらくの間は連射モードが使用不能となる。再起動には新たな冷却剤タンクの装填が必要となる。
製造は旧公国系企業のMIP社で（親会社であるAE社の身代わり受注とも伝えられる）、型式番号も同社の内部コードであり制式なものではない。ただし実際に開発を担当したのは、MIP社の依頼を受けたアルバータ社である。
劇中での活躍
最終話で、ガトーのノイエ・ジールにブリッジを破壊されたグワデンからシーマが脱出する際に搭乗、グワデンのMSデッキ内にビームを乱射し撃沈する。シーマ艦隊旗艦の「リリー・マルレーン」と合流しようとするが、直前にデンドロビウムによって撃沈されてしまう。デンドロビウムに上方から襲いかかるが、同機が本機の正面に向けて急転換したことでメガ・ビーム砲の砲身が本機の胴体に突き刺さる形となり、そのままビームを撃ち込まれ撃破される。なお、アニメ劇中ではシュツルム・ブースターは使用されていない。
小説版では登場せず、シーマはゲルググMに乗り続ける。
『0083』Blu-Ray Box特典のピクチャードラマ「宇宙の蜉蝣2」では、ツイン・アイ仕様が宇宙空間で輸送船からリリー・マルレーンに移送される様子が描かれる。
漫画『0083 星屑の英雄』では、ガトーのノイエ・ジールと交戦、戦場から友軍と共に離脱を図るものの、バスク・オムの策で寝返って味方になったはずの連邦軍に背後から撃たれ、シーマともども撃破される。
漫画『0083 REBELLION』では、クララ・ロッジによりAE社からシーマのもとにツイン・アイ仕様で運ばれ、慣熟訓練をおこなう。コロニー・ジャックした「アイランド・イーズ」内部での戦闘ではゲルググM（指揮官用）のシールドを装備、ゲルググMを率いて連邦軍部隊を掃討するが、その際に頭部を損傷する。デラーズとの接触前に、頭部はゲルググの予備パーツを流用して修理され、モノアイ仕様となる。デラーズ殺害後（アニメ版と異なりゲール・ハントによる）ガトーのノイエ・ジールと交戦するが、突っ込んできたペール・ギュントと衝突しバックパックを損傷する。リリー・マルレーンに回収されシュツルム・ブースターを装備、ゲルググMから頭頂部ブレード・アンテナを移植する。

#### ガーベラ・テトラ改
GERBERA-TETRA CUSTOM

##### デザイン（ガーベラ・テトラ改）
初出は1992年に発行されたバンダイビジュアルのLD販売促進用冊子『NEW DISC MAGAZINE』に掲載された明貴のイラストで、横向きのバストアップしか描かれていなかった。『ガンダムウェポンズ3』で模型作例と設定が掲載され、イラストにない部分は模型製作者の想像によるが、2000年発売のゲーム『機動戦士ガンダム ギレンの野望 ジオンの系譜』に登場した際にはその作例をもとにCG化された。その後、2002年発売の「GUNDAM FIX FIGURATION」ではカトキによってリファイン、背部のデザインが大きく変更され、機体の塗り分けも変更された。2023年発売の「ROBOT魂 ver. A.N.I.M.E.」ではさらに背部デザインと塗り分けが変更され、バックパックはΖガンダムに似たスタビライザーに替わっている。

##### 設定解説（ガーベラ・テトラ改）
型式番号：AGX-04A1
ガーベラ・テトラの性能向上案、または強化バリエーションとされる。デラーズ・フリートを離反したあとのシーマの搭乗を予定して設計されたともいわれるが詳細不明。
シュツルム・ブースターが本体に固定されており、頭部形状も異なる。両肩にショルダー・バインダー、背部にスタビライザーを装備しており、のちの時代のMSに近い。改装用のパーツも用意されたといわれるが、真相は不明である。強化されたビーム・マシンガンを携行するともいわれる。塗装は原型機より濃い赤を基調に、一部白で塗り分けられている。

## 関連機体

### ガンダム開発試験0番機（エンゲージゼロ）
GUNDAM GP00 (ENGAGE ZERO)
スマートフォンゲームアプリ『機動戦士ガンダム U.C. ENGAGE』に登場（型式番号：RX-78MS00Z / ORX-00Z（オーガスタ研究所移管後））。

#### デザイン（エンゲージゼロ）
メカニックデザインはことぶきつかさ。アプリ販売元からジオン系の流線形でまとめてほしいとの要望があり、一年戦争後期に対ガンダム用として開発途中の試作MSをひな形にしているといった設定とし、そこに建前としてガンダム開発計画のサポートという目的を思わせる記号を足していった。「ツィマッド社の流れなのでジオニック社のザクと言うよりはギャンの親戚」、「エンゲージゼロはGPシリーズではなく"ギャン""ダム"」、簡単に言うと「ガンダムに偽装しきれていないギャン」とのこと。MSデザイン史においてシンギュラリティ的変革をもたらしたカトキ以降の要素はあえて外している。1980年代の作品に登場する連邦系MSはそこまで角ばっているわけではないので、当時の藤田一己や明貴美加のラインやディテールに極力倣い、ジオン系MSの記号は出渕裕を意識している。また、当時大きく影響を与えたであろう永野護のヘビーメタルのラインも意識して構築しており、胴体も軟質素材でひねれるようになっている。頭部は初代ガンダムの兜に対し、女性的な文金高島田をモチーフとし、ガンダム顔よりメインカメラを大きく目立つよう意識し、「モノアイ」っぽくして連邦とジオンのキメラ感を出している。

#### 設定解説（エンゲージゼロ）
「高性能な万能機」というコンセプトに対する連邦軍からの要求が高いことから、開発が進行する試作0号機をフォローする形で追加提案されたさまざまなオプション・プランのひとつとして、AE社が開発した機体。対MS戦での強襲突撃を主眼とする。開発には、高機動な機体の実績がある旧ジオン公国軍出身の技術者が多数参加しており、メカニックにニック・オービル、エンジニアにルセット・オデビーも参加している。「エンゲージゼロ」の名称には、連邦軍と公国軍の技術の「融合」という意味が込められており、型式番号には連邦軍試作機をあらわす "RX" と公国軍製の機体をあらわす "MS" が併記され、末尾の "Z" は "Zeon" の頭文字から採られている。マグネット・コーティングによる反応速度の向上に加えて、ムーバブル・フレームの前身技術を採用してフレームと装甲の分離を目指すことで機体の軽量化および高い拡張性を獲得しており、これらの仕様はサイコミュ装備を搭載するための伏線であったともされる。。
本機の機動性は通常のパイロットでは扱えるものではないため、MA（ブラレロ）の搭乗経験があるフラナガン機関出身のペッシェ・モンターニュがテスト・パイロットを務める。
装備バリエーション・改修型
エンゲージゼロ・追加ブースター装備型（型式番号：RX-78MS00Z-B）
公国軍残党の掃討作戦用としてさらなる機動性の確保が検討され、ルセットの提案により背部に大推力のブースター・ポッドを2基装着した仕様。ブースターはコア・ファイターに接続されており、それぞれ大型ビーム・サーベル兼ビーム・キャノンを1基ずつ装備する。爆発的な加速を得られる反面、対G耐性のないパイロットでは失神してしまうほどであり、ペッシェでもブースター点火からの稼働時間は3分が限度とされる。フレキシブル・ジョイントなどは採用されていないため、姿勢制御や機動性・運動性はフルバーニアンに劣る。
エンゲージゼロ・サイコミュ試験型
デラーズ紛争の影響により本機の存在は抹消されるが、フレームと稼働データはAE社から極秘裏に連邦軍NT研究所へと移管され、サイコミュ搭載実験機として全面改修される。カラーリングはトリコロールから、濃紺を基調とする「ティターンズ・カラー」に塗り替えられている。
改修は大幅な偽装も兼ねており、ジオン公国軍の「ビショップ計画」で培われたサイコミュ技術や、ムーバブル・フレームなど当時の最新技術も投入される。主兵装はジオングの腕部5連装メガ粒子砲の発展型である有線誘導式6連装メガ粒子砲（前腕部甲に大きな手のひらが張り付くような形となっており、前腕部ごと射出する）で、オールレンジ攻撃が可能となっている。改修および評価試験にはローレン・ナカモト博士が携わっている。
エンゲージゼロ・インコム搭載型
各NT研究所の間で、勢力を拡大するティターンズ主導のもと情報交換がおこなわれ、その一環として本機にインコムの技術が組み込まれる。バックパックにのちのガンダムMk-Vのようなインコム・ユニットを2基装備。しかし、小型軽量化により低出力であり、重力下では著しい制限を受ける。
グリプス戦役後、ペッシェらはネオ・ジオンへの帰順を図り、機体ごと亡命。これにともない、カラーリングを鹵獲機仕様へと再塗装される。当初のトリコロールに近いが、赤は使われず、青は紫がかっている。なお制式な手続きを経ていないため、型式番号は連邦軍登録当時のままである。
エンゲージゼロ・ヨンファヴィン
ネオ・ジオンに亡命したペッシェは、本機を旧知のスタッフに引き渡し、解析・分解がなされてサイコ・ガンダムMk-II、ガンダムMk-Vやペイルライダーと同様にネオ・ジオンの新たな技術リソースとなる。その後、最新のオールレンジ兵器技術と最速の高機動ブースターを備える機体として生まれ変わる。キュベレイのファンネルの発展・改良型である「レモラ・ファンネル」を装備、エネルギーCAP技術の向上によりメガ粒子砲並みの主力を確保しているが、チャージ時間や展開速度はキュベレイのものより劣る。不使用時は「レモラ」の由来であるコバンザメのように連なって、腰部両側に計10基マウントされる。背部にはジャムル・フィン用の大推力スラスターを装備し、機体本来の高機動性を発揮する。以上により、本機が設計当初から目指した旧ジオン公国軍のサイコミュ技術と連邦軍のガンダム開発技術の「融合」というコンセプトが完成を見たといわれる。腕部や携行武装は当初の仕様に差し戻されている。
作中での活躍
イベント「0082 ペッシェ・モンターニュ ～星屑たちに花束をI～」では、0082年にフォン・ブラウン近傍における最終トライアルで模擬戦をおこなう。しかし、連邦軍は実戦データを要求、開発チームは連邦軍に出向し月面テロ掃討作戦に同行、ペッシェらのかつての同胞である公国軍残党と戦う。高機動型ケンプファーに対抗するため、追加ブースター装備型で出撃し勝利する。
「0083 ペッシェ・モンターニュ ～星屑たちに花束をII～」冒頭のナレーションでは、1年後に本機のトライアル・データをもとに「ガンダム開発計画」が実行に移されたことが言及される。しかし、作中ではオサリバン常務によって、本機がコンペ用の試作機ではなく、高性能なガンダムをベースに、サイコミュ兵器の開発とNTの育成という公国軍の設計思想である「ビショップ計画」を受け継ぐ機体であり、連邦軍オーガスタ研究所において、同計画でNTに覚醒した（オサリバン曰く「人工NT」とされる）ペッシェを待っていることが語られる。ペッシェはビショップ計画の真実と自分自身の「宿命」を確かめるため、オーガスタ研に向かう。
「0086 ペッシェ・モンターニュ ～水の星にくちづけをI～」では、ロザミィの再強化を回避するため、ペッシェが志願してインコム開発用にデータをサンプリングするためにサイコミュ試験型に搭乗。宇宙でバーク中隊のハイザックやジム改と模擬戦をおこなう。当初はサイコミュが反応せず3度撃墜判定されるが、その後はサイコミュが発動してミッションをクリアする。3日後には実際にインコム搭載型でガルバルディβの部隊と模擬戦をおこない、サイコミュによるペッシェの精神的負担は大きいものの予定よりインコムのデータが早く完成される。最終トライアルでは、ペッシェの努力とは裏腹に、ペッシェを心配してみずから志願し、再強化（人格を再形成）されインコムの開発に協力していたロザミィのギャプランと、成層圏での自由落下による模擬戦をおこなう。
「0087 ペッシェ・モンターニュ ～水の星にくちづけをII～」では、エゥーゴのオーガスタ基地侵攻の際に上官の命令を無視して応援に駆け付ける。右手にアッシマーのビーム・ライフル、左腕にハイザックのシールドとビーム・ライフルを装備。多勢に無勢の中、右腕を失い左前腕も射出して窮地におちいるが、ティターンズの増援により救われる。その後、ペッシェはナナイからアクシズへの亡命をもちかけられ、ローレンの手引きによってふたりともサイコ・ガンダムMk-IIのテスト中のドゴス・ギアに着任。襲撃してきたレコア・ロンドのパラス・アテネをはじめとするMS隊と交戦後、混乱に乗じてサイコ・ガンダムに搭乗するロザミィを確保して亡命を図ろうとするが、錯乱するロザミィの攻撃を受けて一時的に行動不能となり、目の前でΖガンダムがサイコ・ガンダムのコクピットを狙撃。激昂したペッシェはΖガンダムと交戦するが、両腕と左脚を破壊され、ロザミィの思念体からの説得もあり撤退する。
「0088 ペッシェ・モンターニュ ～声なき声のささやきをI～」では、ネオ・ジオン軍でコールドスリープから目覚めさせられたフラナガン機関出身の黎明期の強化人間といえるセリーヌ・ロムが搭乗し、プルシリーズの「粗悪品」とされるリン、ノン、レイ（量産型キュベレイに搭乗）の模擬戦に介入して勝利する。「同 II」では、NT研究所に編入されたペッシェが搭乗、セリーヌが搭乗する量産型キュベレイとの模擬戦に敗れる。リンたちの廃棄処分を回避するため、ペッシェはローレンとナナイによる「リンク・サイコミュ」の開発に協力、ヨンファヴィンでガザDとガ・ゾウムからなる部隊をアグレッサーに、ペッシェとリンたちのサイコミュの連携の訓練をおこなう。そのさなかにグレミー・トトが反乱を起こし、NT研究所にも部隊を差し向ける。ペッシェは単機でガルスJ、ズサ、バウからなる部隊と交戦するが、数の差に苦戦。リンたちも出撃してリンク・サイコミュが発動、大量のファンネルにより撃退に成功する。「0089 ペッシェ・モンターニュ ～声なき声のささやきをIII～」では、グレミー軍に合流したセリーヌと決着をつけるべく出撃、かつての上官であったラカン・ダカランのドーベン・ウルフからなる部隊と交戦し、ふたたびリンたちの援護によるリンク・サイコミュにより退ける。直後のセリーヌのマグナ・マーテルとの決戦ではレイとノン、さらに右腕、左脚、そしてバックパックも失うが、ビーム・サーベルの一撃によって撃破する。

### エンゲージガンダム
『機動戦士ガンダム U.C. ENGAGE』に登場。こちらはもしもエンゲージゼロの技術が採用され、試作0号機との要素が融合（エンゲージ）した機体が完成していたら、もしくはコンペでエンゲージゼロが試作0号機に勝利していたらという「歴史上のif機体」、または「ペーパープラン」とされる。型式番号は、本来採用された試作1号機のものに試作Z号機をあらわす "Z" が追加された形となっている（型式番号：RX-78GPZ01）。

#### デザイン（エンゲージガンダム）
メカニックデザインは、エンゲージゼロと同じくことぶきによる。ZIM（元ツィマット社）が開発したゼロをもとに、クラブ・ワークスが開発した正式版エンゲージというコンセプトとなっている。ゼロから曲面を抑えてよりGPシリーズ寄りにし、差別化のためにコア・ブロック・システム採用機とした。ゼロと対になる機体というコンセプトであったが、ゼロの面影を残さないほど初代ガンダムに寄せてほしいという要望があり現在の形となった。途中でパワーアップパーツ12か月分といったバリエーション企画が挙がるが、変形合体や追加武装系のデザインが得意ではないため、ほかのデザイナーにも協力してもらうこととなった。

#### 設定解説（エンゲージガンダム）
エンゲージゼロで採用されたムーバブル・フレームの前身技術を発展させて胴体内部のスペースを確保し、ホリゾンタル・イン・ザ・ボディ方式のコア・ブロック・システムの搭載に成功。これにより、高性能な万能機を目指した試作0号機と、高機動戦闘に主眼を置いたエンゲージゼロの両方の特徴を取り入れることで、汎用MSとしては非常に高い完成度を誇る。また、エンゲージゼロの高い拡張性も引き継いでおり、ロールアウト後もさまざまな派生型を生み出す素体となる。一部関節にはオーガスタ研究所の技術も使われている。
装備バリエーション
エンゲージガンダム 重装甲装備
メカニックデザインは宮本崇。
耐久性向上をコンセプトとする仕様。ガンダムNT-1で採用されたチョバムアーマーと異なり着脱不可で装着されており、FSWS計画の意向が強く表れている。武装はビーム・ライフルは使用可能だが、ビーム・サーベルは設計上廃されている。コア・ファイターも重装甲になりながらスラスターが強化され、機動性は大きく損なわれていない。
エンゲージガンダム キャノン装備
メカニックデザインは宮本。
後方支援をコンセプトとする仕様。ランドセルのビーム・サーベルを廃し、ガンキャノンやガンタンクの肩部キャノン砲のデータを参考に高出力のビーム・キャノンを装備する。これはコア・ファイター形態でも使用可能であり、単体でも高火力支援機として運用が可能。ほかに両前腕部甲には2連装ビーム・ライフルをベースにした腕部ビーム・キャノン、脹脛側面にはザクIIの3連装ミサイル・ポッドを参考に新造した4連装ミサイル・ポッドを装備する。
スーパーエンゲージガンダム
メカニックデザインは宮本。
火力・防御力・航続距離を強化した仕様。本体はそのままに、コア・ファイターをGディフェンサーを参考に重点的に強化されている。主兵装はコア・ファイターに装備されているロング・ライフル。ほかにサイド・ユニットにはミサイル・ポッドを装備する。
エンゲージガンダム インコム装備
メカニックデザインはことぶき。
準サイコミュ兵器搭載をコンセプトとする仕様。NTや強化人間の搭乗をベースに設計される。背部にインコム・ユニットを2基、ほかにドーベン・ウルフの腕部に似た構造の着脱式メガ粒子砲と大口径ビーム・キャノンを2基ずつ装備。ビーム・キャノンはビーム・サーベルも兼用しているが、サイズ的に本機のマニピュレーターで保持することはできない。
エンゲージガンダム ブースター装備
メカニックデザインはことぶき。
エンゲージゼロ・追加ブースター装備型のブースターをエンゲージガンダムが装備した仕様。機動性が向上するが、機体特性などはエンゲージゼロの場合と変わらない。
エンゲージガンダム ファンネル装備
メカニックデザインはことぶき。
サイコミュ兵器搭載をコンセプトとする仕様。エンゲージゼロで運用されたレモラ・ファンネルを両肩に5基、臀部に3基、合計13基装備する。両肩のファンネルは腕部の動きに干渉しないよう、自動で動くよう設計されている。腰部フロント・アーマーおよびリア・アーマーが大型化され、サイド・アーマーにもファンネルを装着可能。ファンネル自体はエンゲージゼロのものと性能的に大差ない。脹脛後部に大出力のスラスターを装着、膝部のプロペラントタンクも大容量化し、高機動戦闘を前提とした改良もほどこされている。
エンゲージハンマ
メカニックデザインは倉持キューリュー。
ネオ・ジオンの技術が流用された仕様。ハンマ・ハンマの予備パーツを参考に、当時のネオ・ジオンの技術や意匠を大きく取り入れて再設計される。頭部は装甲を増設してモノアイに換装されており、素体とは一見判別が付かない。コア・ブロック・システムは廃され、各部に追加武装や装甲などの固定装備が増設されており、素体とは比較にならないほど火力と機動性が強化されている。
エンゲージガンダム BWS装備
メカニックデザインは倉持。
リ・ガズィ・カスタムを参考にした、バック・ウェポン・システム (BWS) による運用をコンセプトとする仕様。コア・ファイターは大型メガ粒子砲搭載の機首および主翼を装着したひと回り大型の戦闘機形態となっている。MSとの合体時には機首が右前腕部甲に、主翼が両肩に装着される。飛行形態では長距離単独飛行が可能となる。脚部にはブースター（リ・ガズィに酷似）を装備する。
フルアーマー・エンゲージガンダム Aプラン
メカニックデザインは倉持（B・Cプラン含む）。
それまでの換装プランを複数統合し、重装甲および砲撃をコンセプトとする仕様。重装甲装備、キャノン装備、そして準サイコミュ搭載のインコム装備やエンゲージハンマの技術を集約している。全身を覆う増加装甲は、胸部、肩部、背部にミサイル・ポッド、腹部にハイ・メガ・キャノンを装備、さらに大型ビーム・キャノンを携行し、フルアーマー・プランの中でもトップクラスの火力を誇る。これらの重量増加による機動性の低下をおぎなうためにスラスターを増設し、バックパックのバーニアも大型化している。
フルアーマー・エンゲージガンダム Bプラン
それまでの換装プランを複数統合し、ファンネル装備にブースター装備とBWS装備の技術を集約した追加装備を加えたNT専用機。レモラ・ファンネルを両肩に3基、両腰に2基、計10基装備。両前腕部甲にはビーム・キャノン兼ビーム・サーベルを装着する。重量増加が懸念されるが、背部ブースターの改良によりファンネル全装備状態でも機動性は損なわれない。
フルアーマー・エンゲージガンダム Cプラン
それまでの換装プランを複数統合し、ビーム兵器・実弾兵器を問わず対応できる強固な防御力を追求した仕様。ビーム・シールド搭載のため、基礎から設計を大きく見直してエネルギー効率の向上を図り、フレームは同型ながら大幅な軽量化に成功している。各部にスラスターを装着し、同世代のMSと比肩する機動性を確保している。ビーム・ライフルも新規に開発され、同世代MSのビーム・シールドに対抗できる出力を有する。